# Prosper Morey
Pour les articles homonymes, voir Morey (homonymie).
Mathieu-Prosper Morey est un architecte français né le 27 décembre 1805 (alors 6 nivôse an XIV) à Nancy (Meurthe-et-Moselle) et mort dans cette même ville le 5 juillet 1886. Prix de Rome en 1831, il joue un rôle important pour la capitale de la Lorraine au XIXe siècle en tant que principal artisan de sa modernisation. En effet, architecte de cette ville de 1850 à 1883, il y bâtit plusieurs grands édifices, aussi bien civils (Hôpital civil, marché couvert, Palais des Universités...) que religieux (églises Saint-Nicolas et Saint-Vincent-et-Saint-Fiacre, mais surtout basilique Saint-Epvre). Son œuvre s’étend cependant bien au-delà de ces quelques bâtiments emblématiques puisque Prosper Morey est également un érudit, spécialiste de l’architecture lorraine et membre de l'Académie de Stanislas.

## Origines et formation

### Début de vie

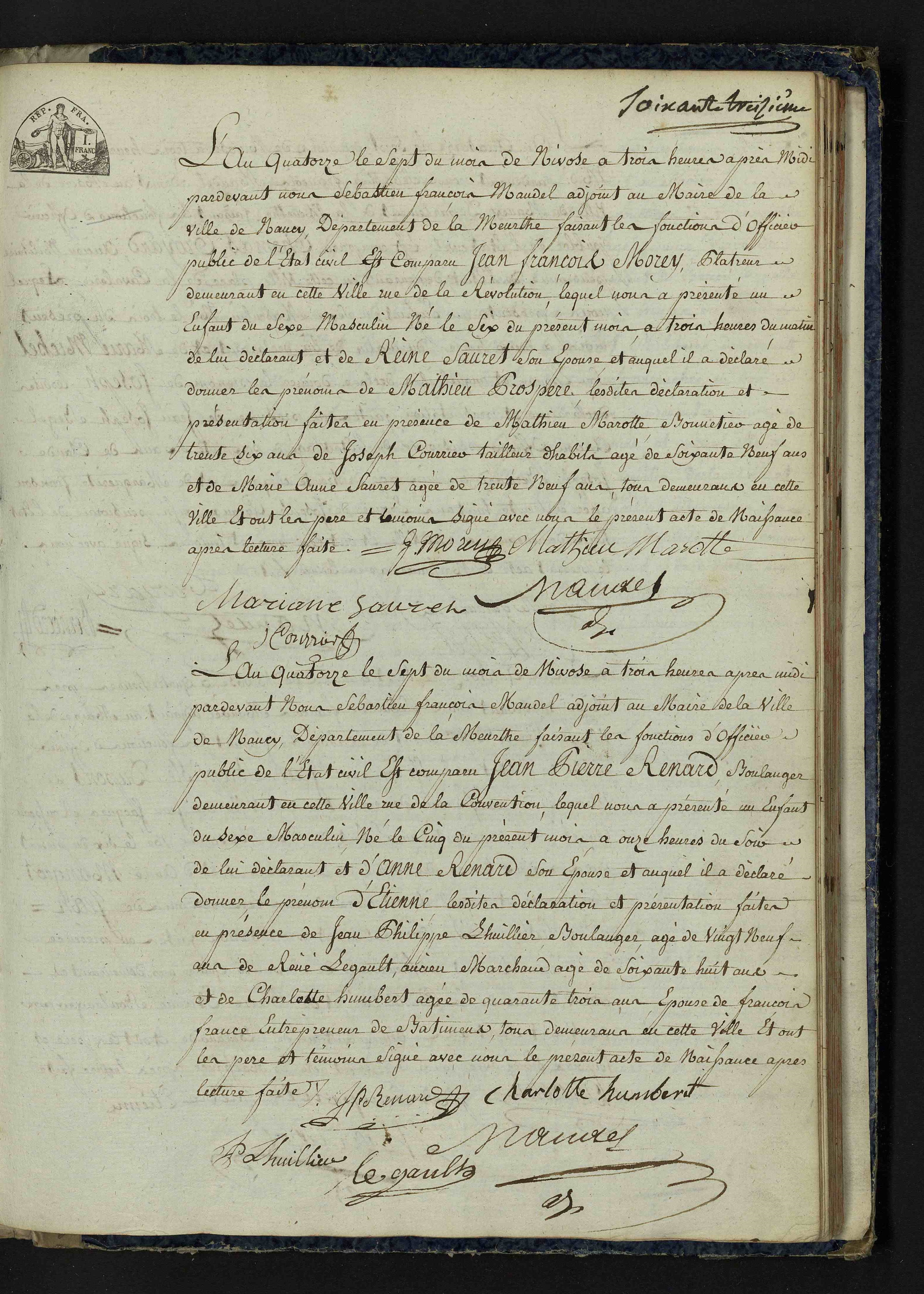
Acte de naissance de Prosper Morey daté du 7 nivôse an XIV. Ville de Nancy, Archives municipales, 2 E 50.

Prosper Morey est né le 6 nivôse an XIV à Nancy rue de la Révolution (aujourd'hui rue des Quatre-Églises). Il est le fils de Jean François Morey, plâtrier, et de Reine Sauret. On ne connaît rien de son enfance ni de son adolescence. Son milieu social le prédestinant à une carrière d'artisan ou d'entrepreneur, peut-être a-t-il effectué un apprentissage dans un métier du bâtiment qui aurait révélé un talent de dessinateur. Il est également possible qu'il ait suivi les cours de dessin d’une école locale. Néanmoins son crayon devait être suffisamment prometteur pour qu’il envisage une carrière d’architecte et entreprenne de se former à Paris.
Il est important de rappeler que Prosper Morey a nécessairement préparé le concours d'entrée de l'École des Beaux-Arts. Une telle ambition, conjuguée à un certain effort financier, doit receler un talent sans doute précocement révélé, en plus d'un soutien de la part de sa famille. En effet, peu nombreux sont les élèves architectes de l'École des Beaux-Arts issus de l'artisanat provincial en ce XIXe siècle commençant.

### École des Beaux-Arts
Admis le 23 janvier 1827 à l'École des Beaux-Arts, Prosper Morey suit notamment les cours de l'architecte Achille Leclère, dans l'atelier duquel il rencontre pour la première fois Eugène Viollet-le-Duc, qui y fait un bref passage. On dispose de plusieurs dessins scolaires de Morey, ainsi que d'un carnet de croquis daté de 1829-1830,, qui illustrent bien le style architectural, très classique, dont les élèves de l’École des Beaux-Arts sont invités à s'imprégner. Parmi les sujets imposés ou choisis par Morey, on peut notamment citer une maison de Baldassare Peruzzi, un château d'eau, un escalier, la Chapelle expiatoire ou encore les machines des Tuileries.

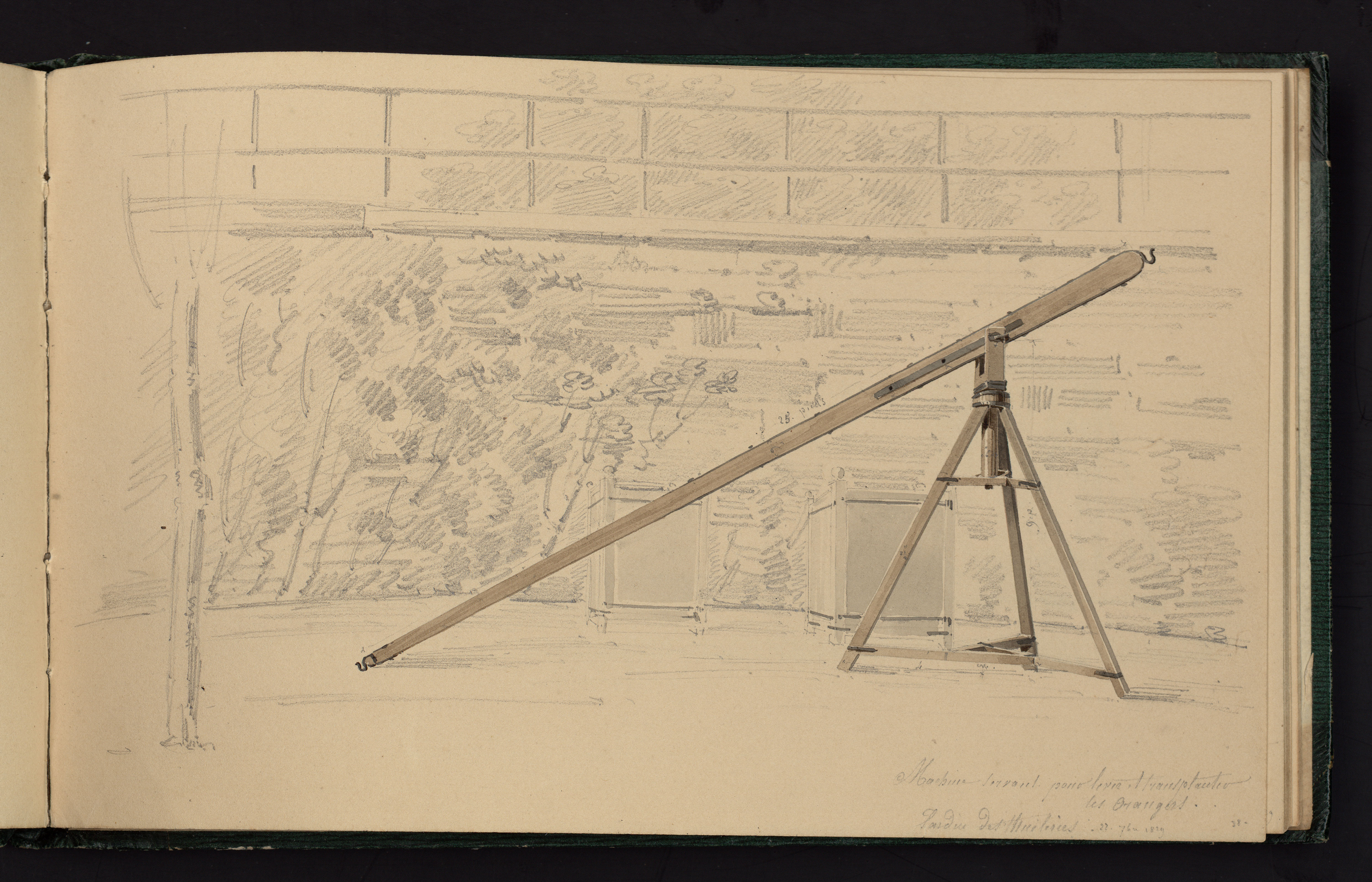
Dessin d'une machine servant pour lever et transplanter les orangers réalisé par Prosper Morey durant ses études aux Beaux-Arts de Paris. Folio 38 de l'album de dessin de Prosper Morey. Nancy, Bibliothèques de Nancy, Ms. 1864.
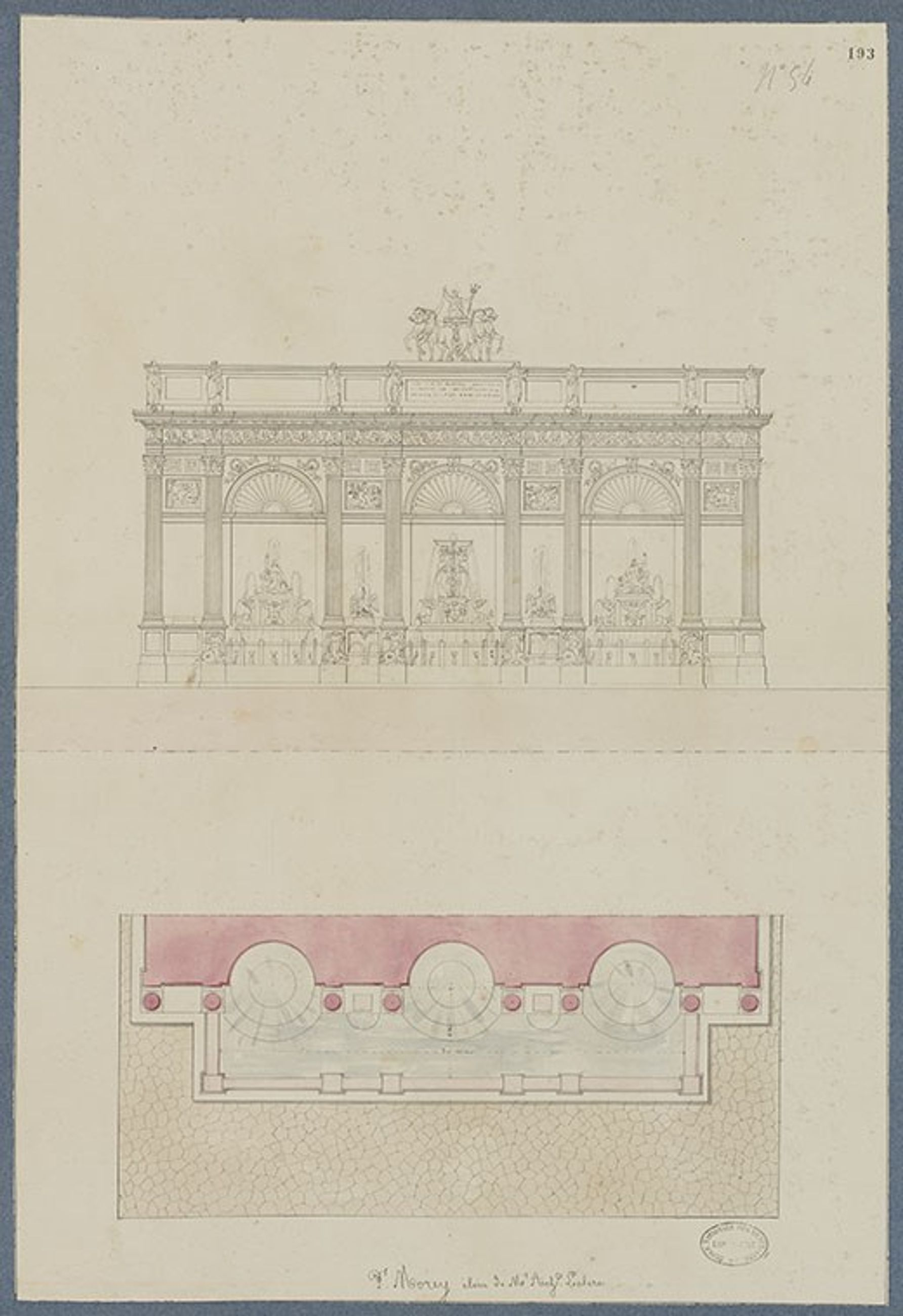
Dessin scolaire d'architecture représentant un château d'eau réalisé par Prosper Morey durant ses études aux Beaux-Arts de Paris. Paris, École Nationale des Beaux-Arts de Paris, Esq 193.
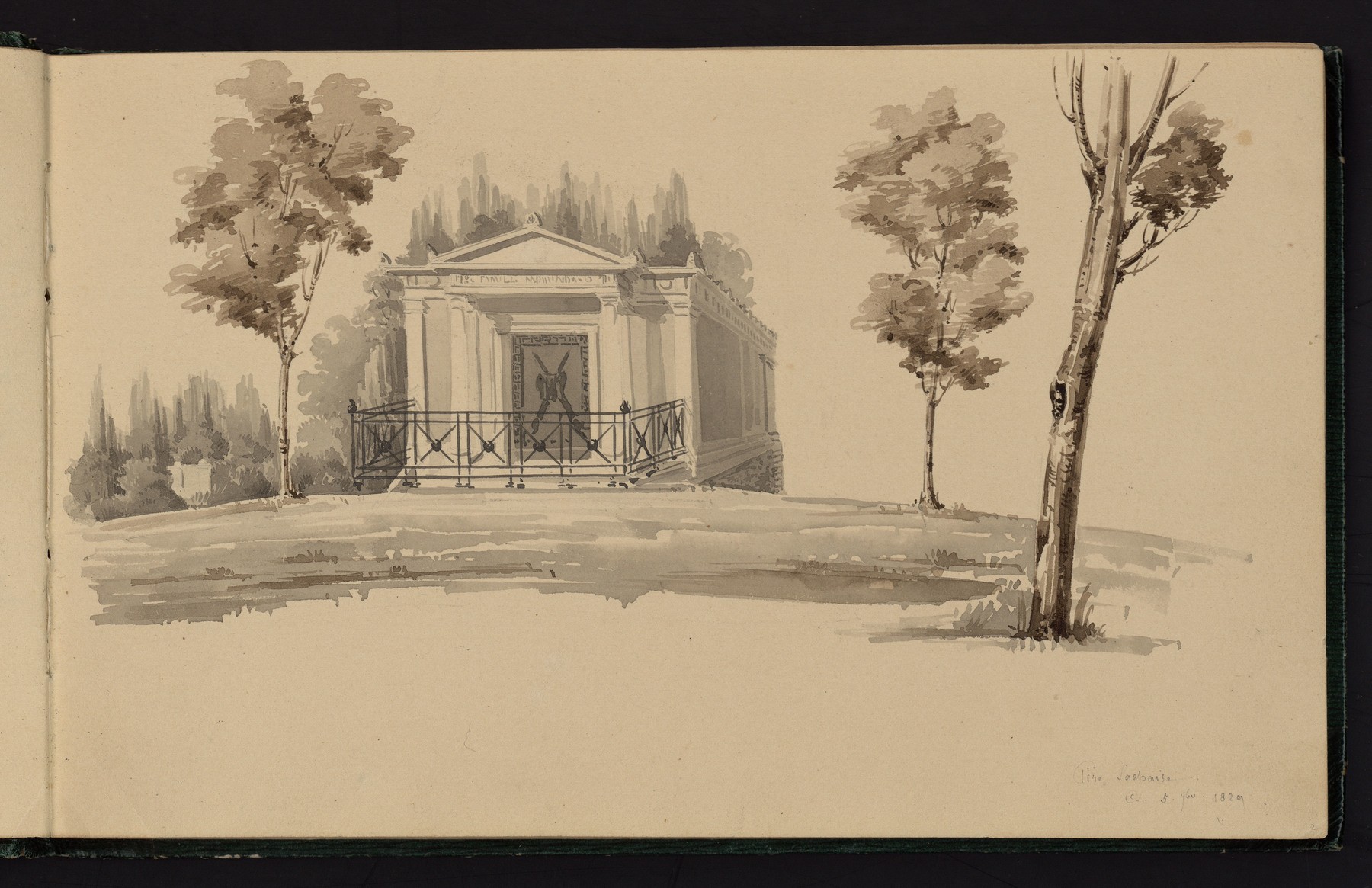
Dessin du Père-Lachaise réalisé par Prosper Morey durant ses études aux Beaux-Arts de Paris. Folio 2 de l'album de dessin de Prosper Morey. Nancy, Bibliothèques de Nancy, Ms. 1864.

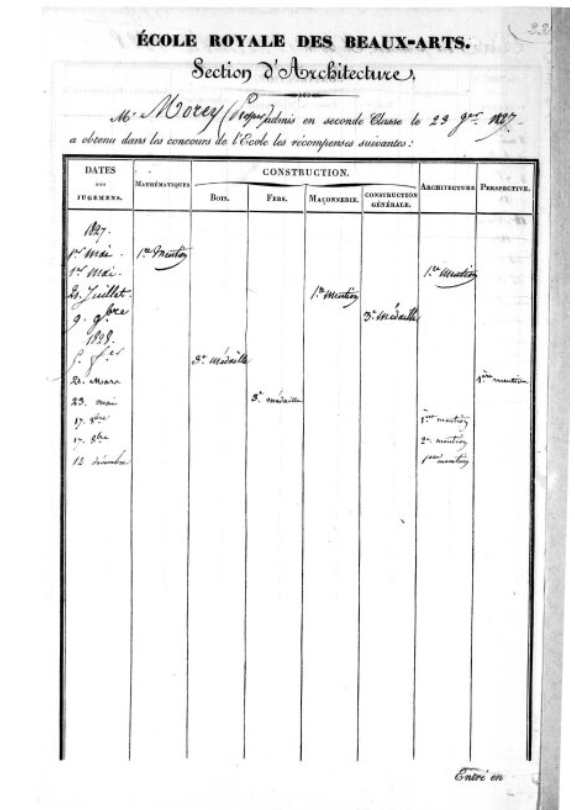
Feuille de valeurs obtenues en deuxième classe par Prosper Morey, École des Beaux-Arts, 1827-1828.

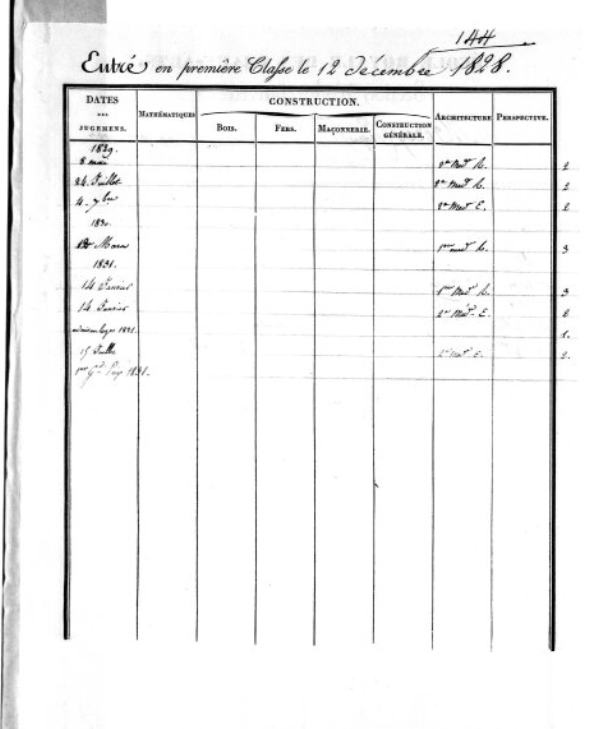
Feuille de valeurs obtenues en première classe par Prosper Morey, École des Beaux-Arts, 1829-1931.

Les archives de l'École des Beaux-Arts permettent de suivre la progression du jeune élève dans les différents exercices et concours annuels. Bon élève, il obtient en deuxième classe six premières mentions, une deuxième mention et trois troisièmes médailles en construction générale, construction en bois et construction en fers. Son application lui permet de passer en première classe le 12 décembre 1828, où il obtient sept médailles (trois médailles en esquisses, deux premières et deux secondes médailles en projets rendus) pour un total de dix-sept valeurs.
Le parcours scolaire de Prosper Morey à l'École des Beaux-Arts est exemplaire : il obtient en 1831 le Premier grand prix d'architecture (communément appelé Prix de Rome), distinction suprême dont la récompense est un séjour d'étude de quatre ans tous frais payés, à l'Académie de France à Rome. Le sujet imposé était « un établissement d'eaux thermales ». L'interprétation qu'il en propose se distingue par sa composition majestueuse et un goût antique déjà marqué.

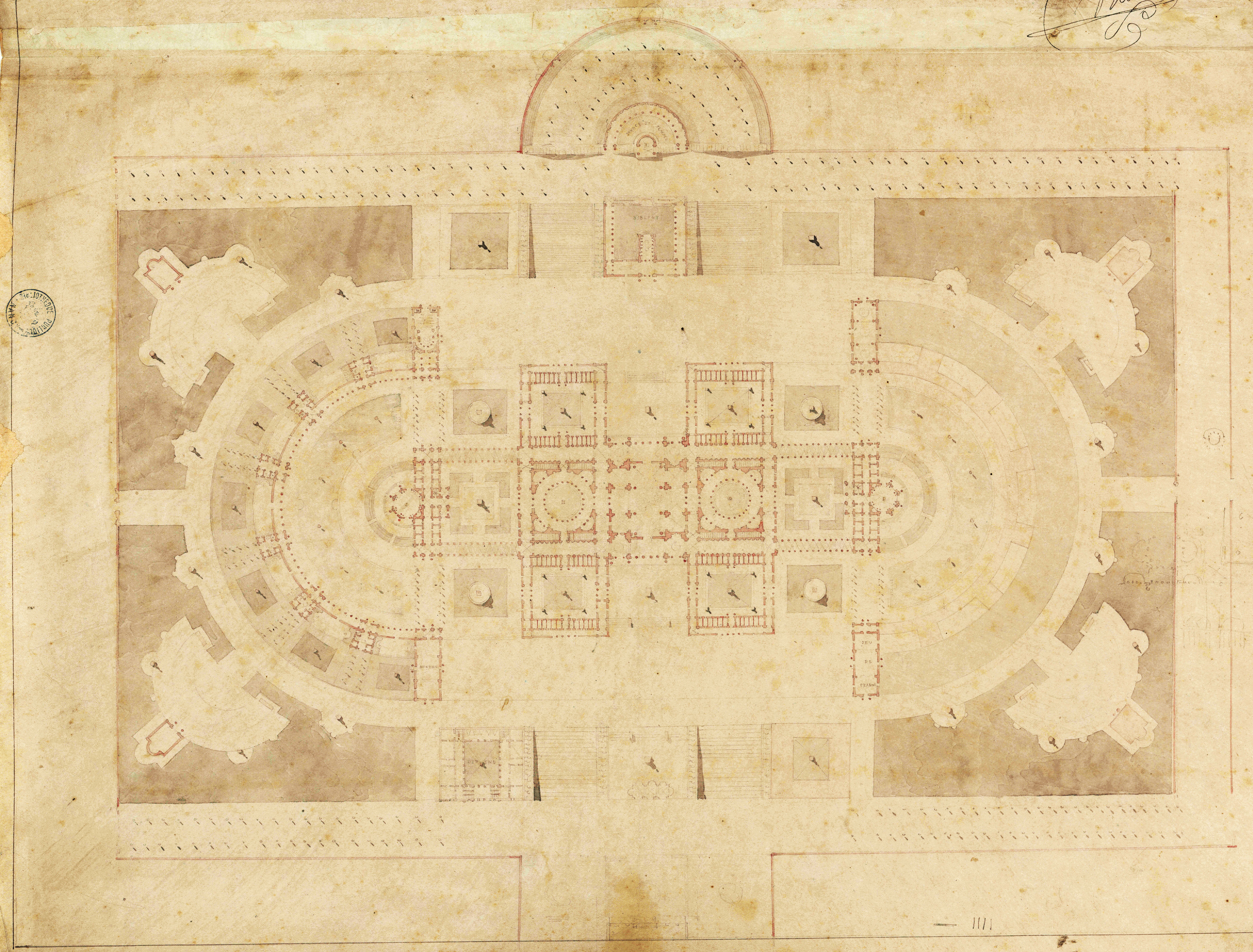
Projet pour un établissement d'eaux thermales (plan).
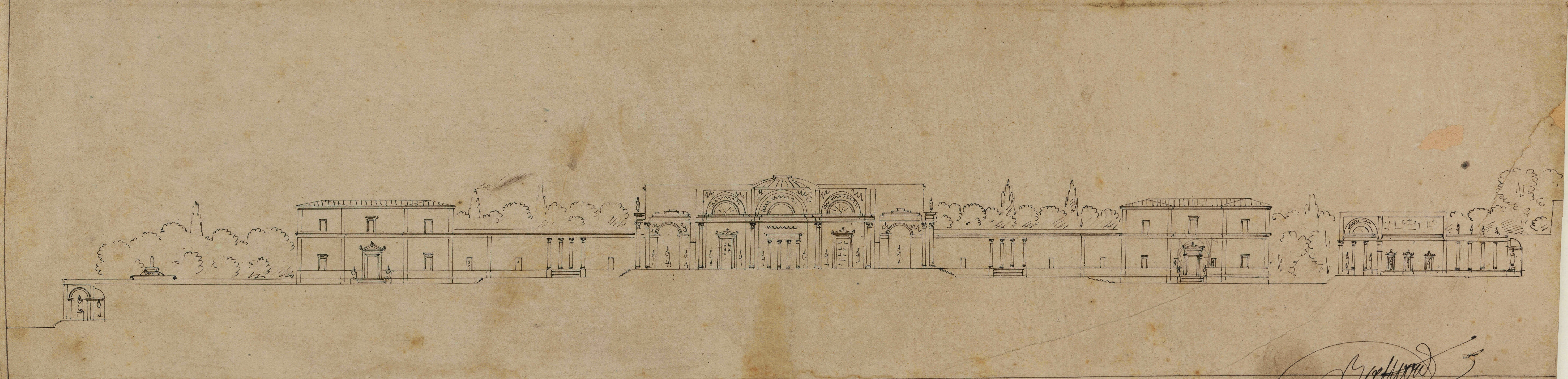
Projet pour un établissement d'eaux thermales (coupe).
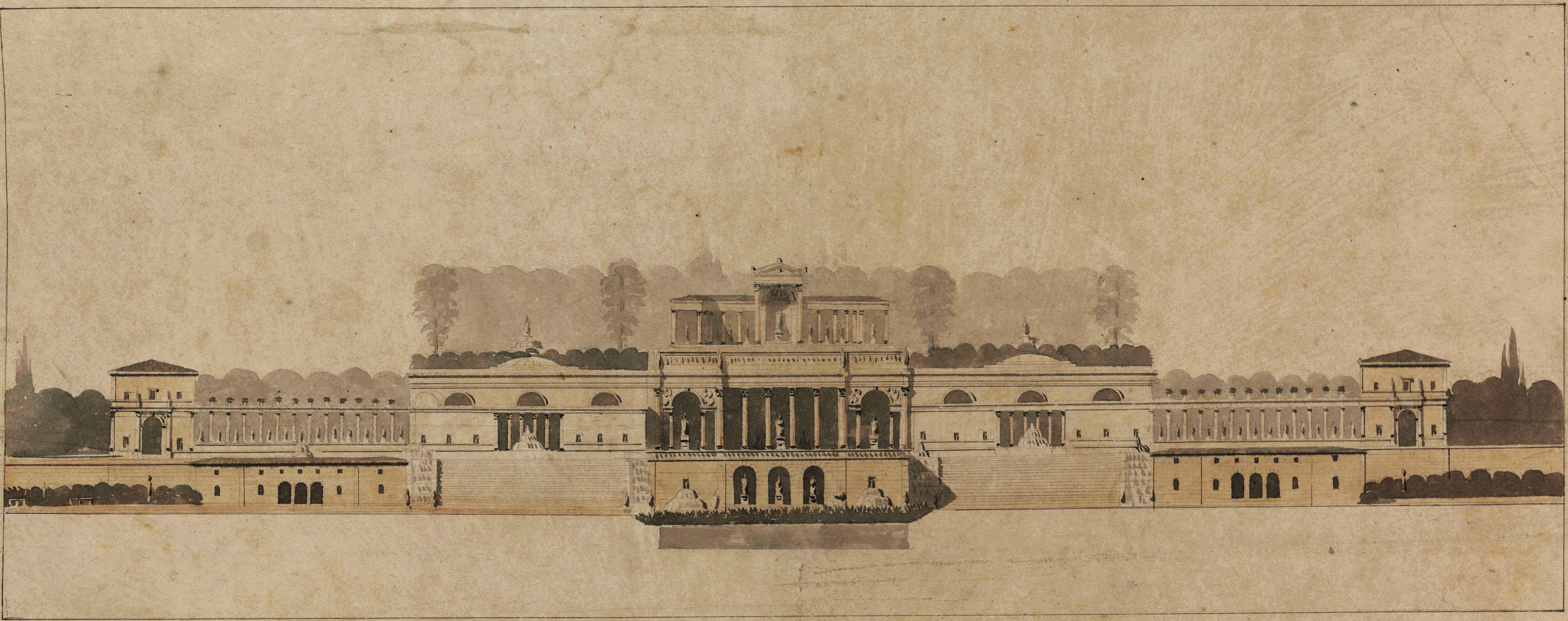
Projet pour un établissement d'eaux thermales (élévation).

### Académie de France à Rome
Lauréat du Grand Prix de Rome, Prosper Morey séjourne à la Villa Médicis entre janvier 1832 et décembre 1835, dirigée durant cette période par Horace Vernet puis Ingres. Il a notamment pour compagnons de travail Léon Vaudoyer, Victor Baltard ainsi qu'Hector Berlioz, tandis qu'il fait aussi la rencontre de Gottfried Semper, venu en Italie étudier l'architecture antique, lors d'un voyage en bateau vers Messine en 1832.
À Rome, Morey remplit scrupuleusement ses devoirs, et même au-delà, ce qui lui vaut les compliments réguliers de l'Académie des beaux-arts, juge des envois annuels des élèves. Ces derniers constituent les devoirs des pensionnaires de la Villa Médicis. Terminés début janvier, ils sont brièvement exposés à Rome avant de prendre le bateau en direction de Paris où l'Académie des beaux-arts les juge. Les délais postaux et de jury font que l'appréciation ne parvient souvent aux élèves qu'en novembre ou décembre, soit quelques semaines avant de rendre une phase plus aboutie de leurs travaux. Ci-après sont listés les envois de Prosper Morey (l'année entre parenthèses correspond à celle de l'envoi, la majeure partie du travail ayant donc été effectuée l'année précédente) :
- Envoi de première année (1833) : Temple de Mars Vengeur (pour ses travaux sur cet édifice, Morey a sollicité des autorités romaines l'autorisation de procéder à des fouilles archéologiques[18]), et projet de restauration du Forum d'Auguste ;
- Envoi de deuxième année (1834) : Étude de détails pour le Panthéon d'Agrippa, le Forum triangulaire de Pompéi et le temple de la Paix de Paestum ;
- Envoi de troisième année (1835) : Temple de Vesta (Tivoli), celui d'Hercule à Cora (Cori) et surtout le parallèle des arcs de triomphe de Titus, Septime Sévère et Constantin ;
- Envoi de quatrième année (1836) : Projet de restauration du Forum de Trajan[19] ;
- Envoi de cinquième année (1837) : Projet de Panthéon.

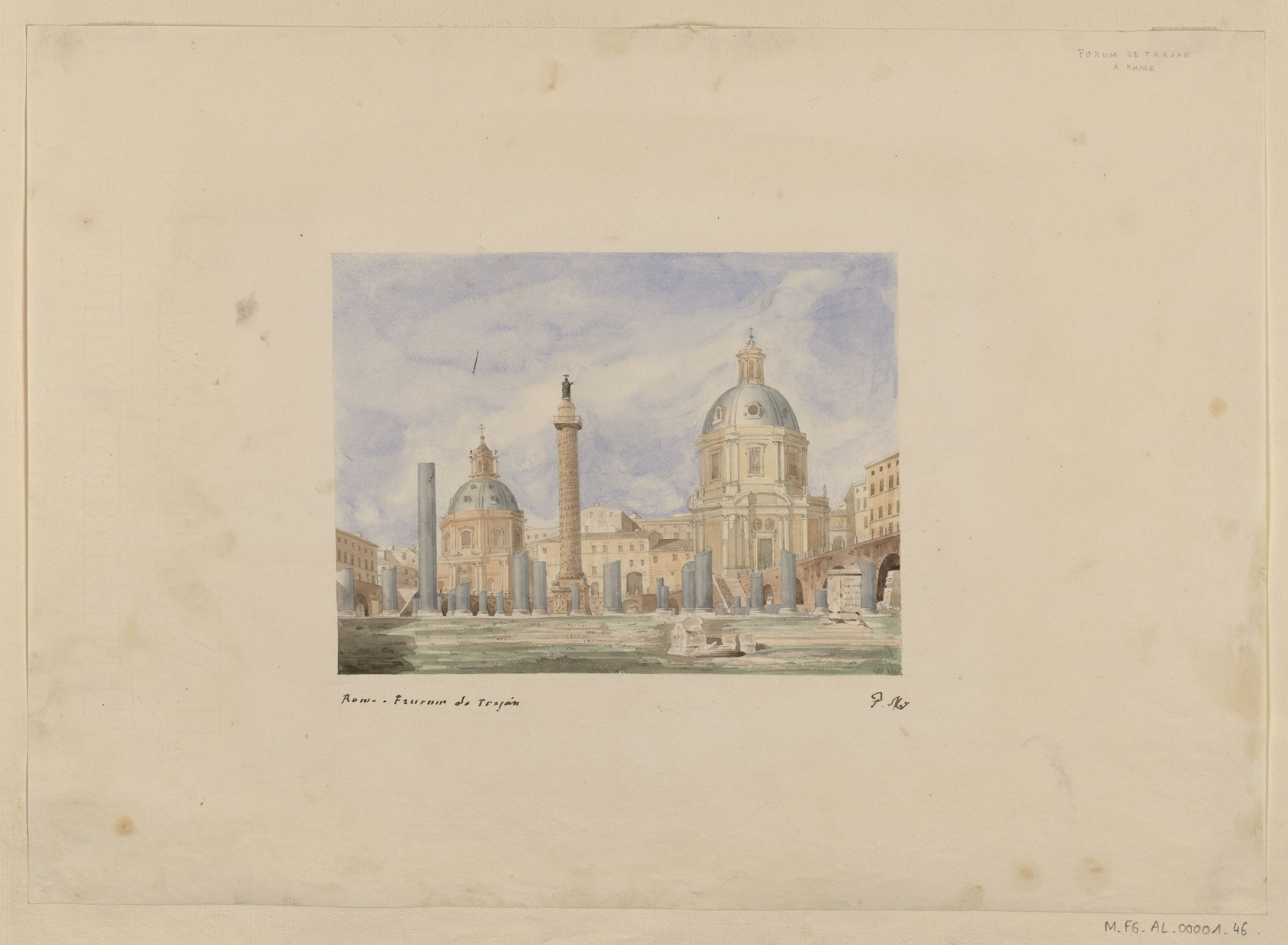
Aquarelle d'une vue du Forum de Trajan, peinte par Prosper Morey pour son quatrième Envoi de Rome entre 1830 et 1840.

Parmi ses envois, son travail de quatrième année sur le Forum Trajan reste l’un de ses projets les plus ambitieux. La surface traitée est considérable puisqu’elle s’étend sur une aire de 300 mètres par 180 mètres. En 1835, Prosper Morey rend un total de 14 dessins portant sur l’ornementation et des propositions de restauration des principaux monuments. Son travail s’inscrit dans les premières représentations des vestiges depuis le début de leurs fouilles, ordonnées par Napoléon en 1811. Le premier en date à consacrer ses envois sur le forum est Jean-Baptiste Lesueur en 1824. Ces deux envois permettent une comparaison et la correction de certaines erreurs commises par Lesueur ou par Morey. En effet, l’architecte nancéien restitue deux absides à la Basilique Ulpia ce que Lesueur avait omis. En revanche, l'élève dessine toutes les entrées de manière identique tandis que Lesueur, à raison, attribue quatre colonnes seulement aux entrées centrales. Les envois de Morey du Forum Trajan suscitent des réactions diverses. D'une part, ce travail remarquable a les honneurs de la collection des atlas des restaurations de monuments antiques. D'autre part, un certain nombre de critiques sont émises par Étienne-Jean Delécluze dans le Journal des Débats. L’architecte s’en plaint alors au neveu du journaliste : Eugène Viollet-le-Duc.
Malgré cette œuvre remarquée, les travaux de Prosper Morey ne brillent pas particulièrement par leur originalité mais sont très appréciés des juges. En tous points, il se montre un pensionnaire modèle et zélé, effectuant parfois plus de dessins que le nombre demandé. Ainsi reproduit-il certains croquis esquissés par ses confrères tels que Alphonse Goujon, la copie étant l'un des vecteurs principaux de l'apprentissage du métier d'architecte. Afin de compléter leur formation, les élèves de l'Académie de France à Rome sont encouragés à participer à des fouilles archéologiques voire à les diriger. Cela appuie les hypothèses de restauration qu'ils proposent au cours de leur cursus. Prosper Morey participe à des fouilles archéologiques au temple de Mars Vengeur sous la direction de l'archéologue de l'Académie, Antonio Nibby.

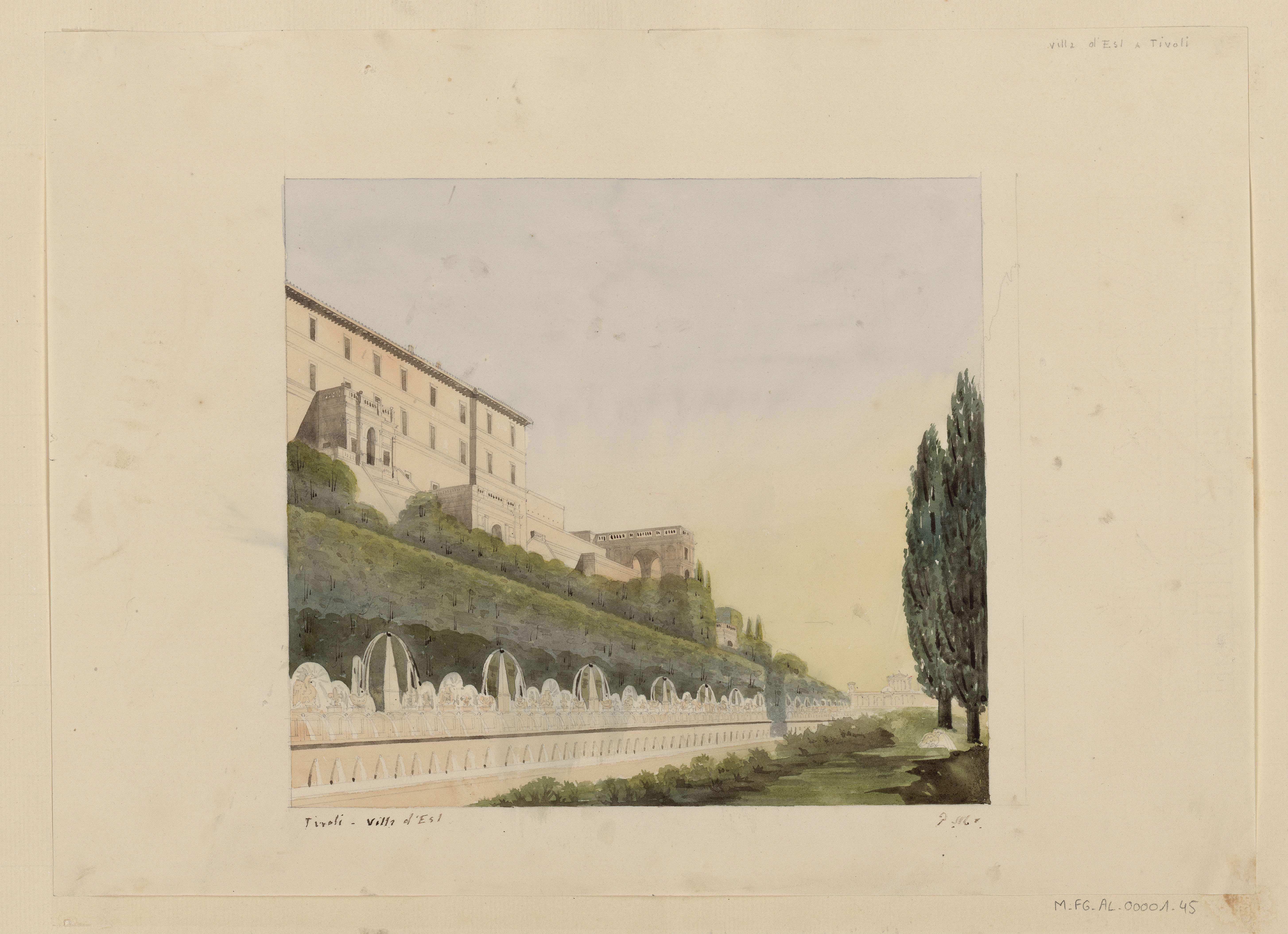
Vue des jardins de la Villa d'Este à Tivoli par Prosper Morey entre 1830 et 1840.
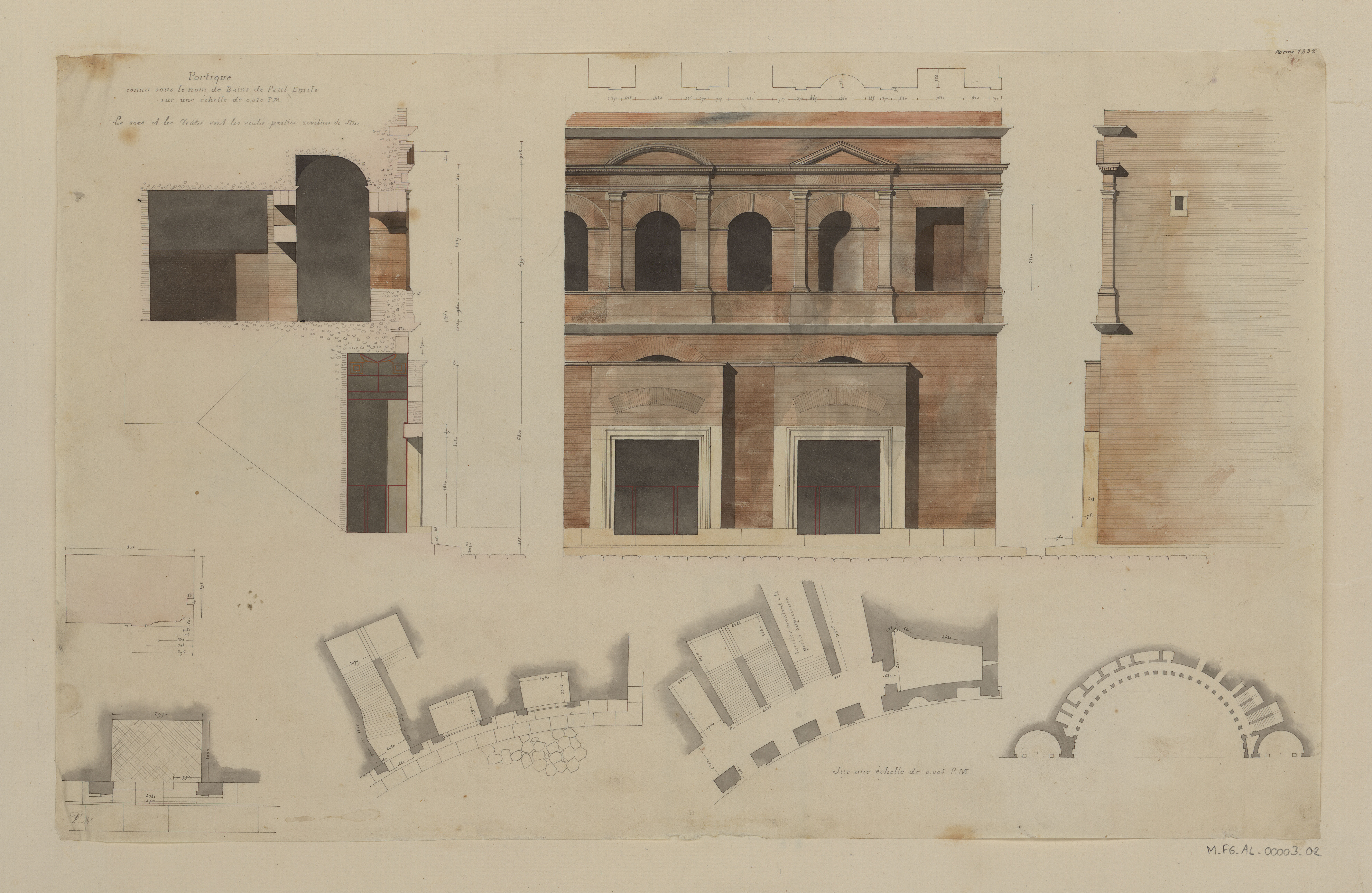
Dessin du portique connu sous le nom de "Bains de Paul-Émile" par Prosper Morey (marchés de Trajan actuels) en 1832.
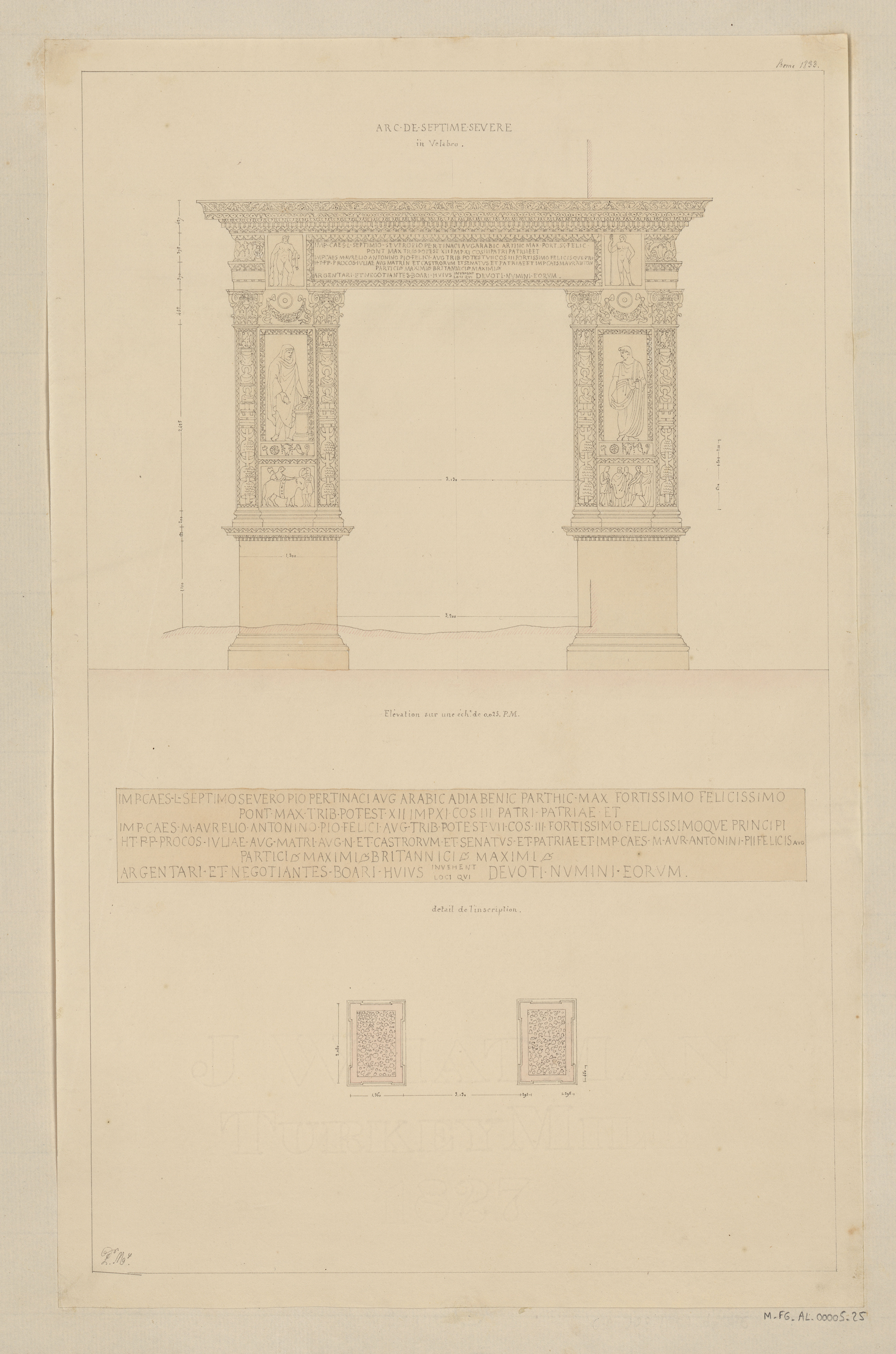
Dessin de l'élévation de l'Arc de Septime-Sévère in Velabro par Prosper Morey en 1833.

## Séjours à l'étranger

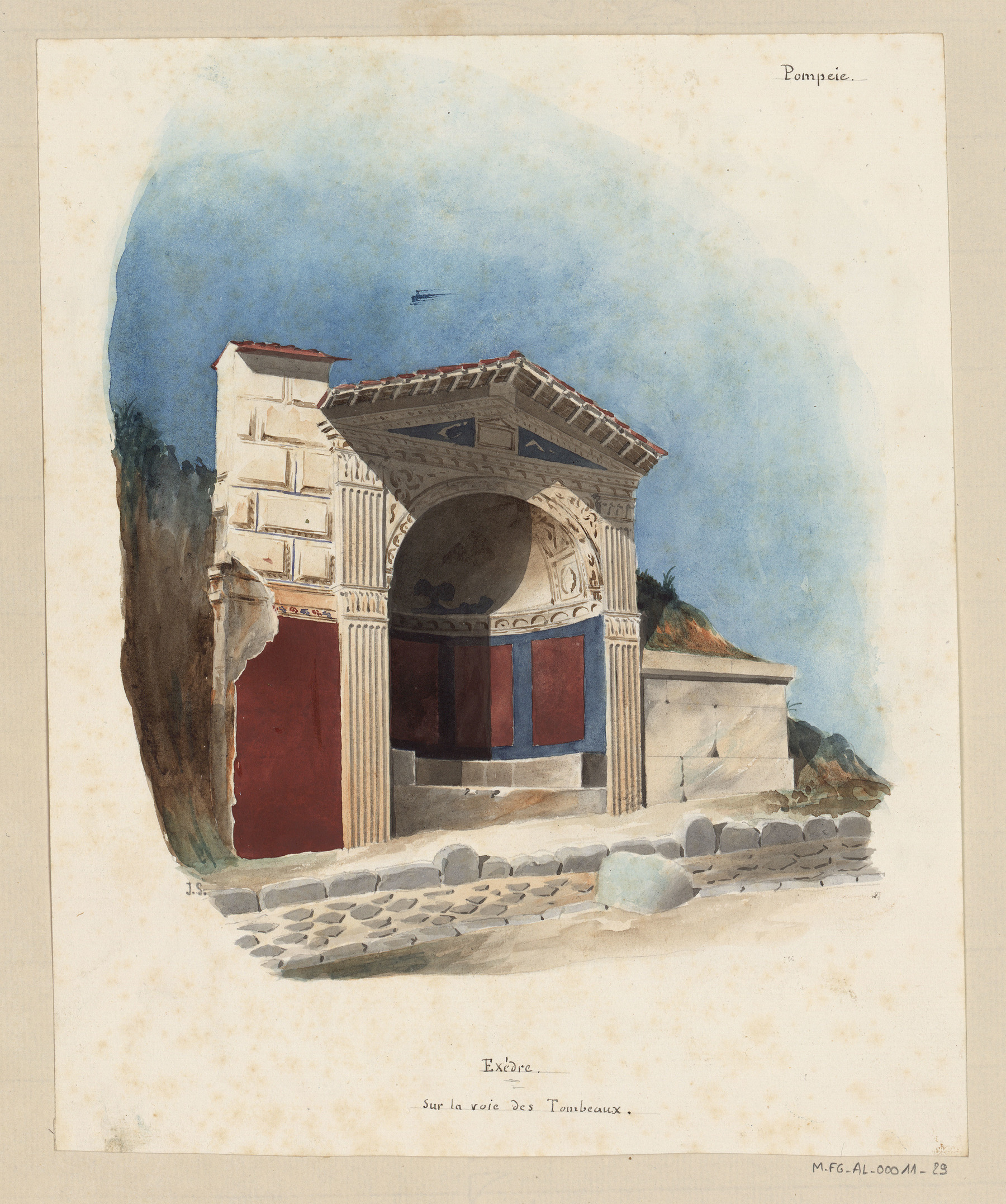
« Pompeie. Exèdre sur la voie des tombeaux », dessin de Prosper Morey, vers 1832-1837.

La carrière de Prosper Morey est ponctuée de plusieurs voyages hors de France. Le premier, bien sûr, est celui de Rome, où il achève sa formation académique. Cependant, sa présence à la Villa Médicis lui permet également d'effectuer plusieurs séjours en dehors de la Ville éternelle, au cours desquels il prend l’habitude, à l’instar de la plupart des architectes pensionnaires, de dessiner les monuments qu’il visite. Ces croquis, qui consistent en des relevés de plans, de coupes, d’élévations ou de vues pittoresques, sont rassemblés dans des albums et forment un corpus de références que l’architecte a pu consulter tout au long de sa carrière.
Le portefeuille de Morey fut légué à la Bibliothèque municipale de Nancy après sa mort en 1886. Il regroupe dix-neuf albums contenant des dessins préparatoires aux envois de Rome ainsi que ceux réalisés lors des différents séjours de l’architecte dans les environs de Rome, dans le reste de la péninsule italique et en Orient. Cependant, outre ceux concernant Athènes, une très petite quantité de dessins effectués en Orient est conservée, alors que Morey s’y était rendu de mai à août 1838. Il est donc probable que certains croquis aient disparu ou qu’ils soient conservés ailleurs.

### L'Italie
Les pensionnaires sont encouragés à voyager en Italie afin de former leur goût à partir des modèles antiques, mais ils s'intéressent également à l'architecture médiévale et à celle de la Renaissance. La chronologie des voyages effectués par Prosper Morey s'avère toutefois floue. Si la moitié des dessins sont datés, une certaine prudence s'impose. En effet, ces dates (il s'agit souvent du mois et de l'année) ne renseignent pas nécessairement le moment où le monument a été visité et dessiné, mais renvoient souvent à la période où il a été retouché, finalisé. C'est en tout cas ce que révèlent les croquis des élévations du temple d'Athéna Niké à Athènes, lesquels sont datés de 1840 alors que Morey se trouvait cette année-là à Paris et que son séjour à Athènes avait eu lieu de mai à juin 1838. Aussi, la pratique de la copie entre pensionnaires induit également en erreurs : si certains dessins de monuments palermitains sont datés de juin ou décembre 1834, il s'agit en réalité de copies de relevés d'autres pensionnaires réalisées par Morey à la Villa Médicis.
En tout cas, il est certain que Prosper Morey fait partie des premiers à visiter et relever les ruines de Pompéi, où il se rend au moins à deux reprises. À cette époque, seulement un quart de la surface de la ville a été fouillée. Son premier séjour a lieu en 1833 lors de sa deuxième année à l’Académie de France. Il y retourne en 1838 après son expédition en Grèce.
Doué d'un grand talent pour l'observation et le rendu des architectures et des décors, Morey livre des visions saisissantes, fraîches et parfois inédites des fresques de nombreuses villas pompéiennes parmi lesquelles la « maison de la chambre noire » (ou « maison des bronzes ») qu’il est le tout premier à dessiner, la « maison d’Ariane », la « maison de la chasse », la « maison de Salluste », ou encore la « maison de Pansa »,. Mais il dessine également les remparts, plusieurs élévations, des fragments architecturaux, des colonnades ainsi que certains bâtiments publics tels que les thermes et le petit théâtre. Entre 1833 et 1834, l'architecte réalise pas moins de 35 planches pompéiennes, aujourd'hui rassemblées au sein du volume XV de ses albums.
Plus d’une centaine de ces dessins sont aujourd'hui conservés à la bibliothèque municipale de Nancy. Nombre d’entre eux ont en outre été retouchés à la gouache et à l’aquarelle par Morey dès son retour à Paris. Leur importance s’avère capitale pour la connaissance de Pompéi. En effet, ils documentent avec précision les fouilles menées sur ce célèbre site archéologique au cours du premier tiers du XIXe siècle.

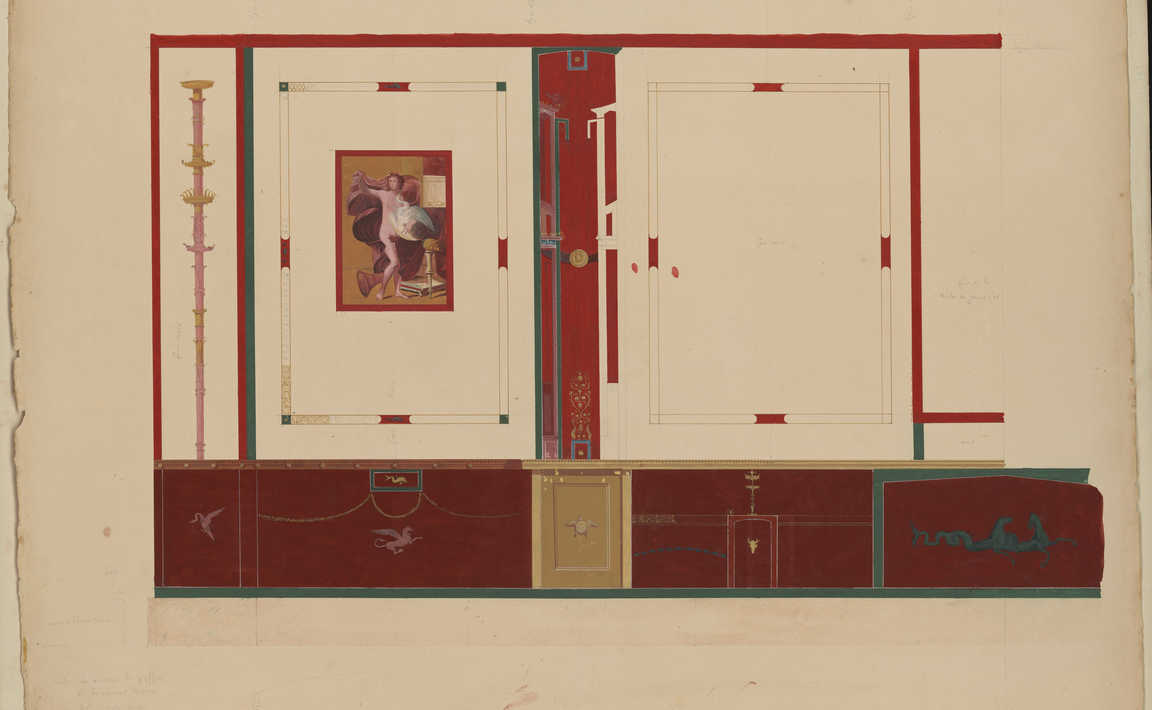
Fresque de la maison d'Ariane ou des chapiteaux à Pompéi, dessin de Prosper Morey, vers 1832-1837.
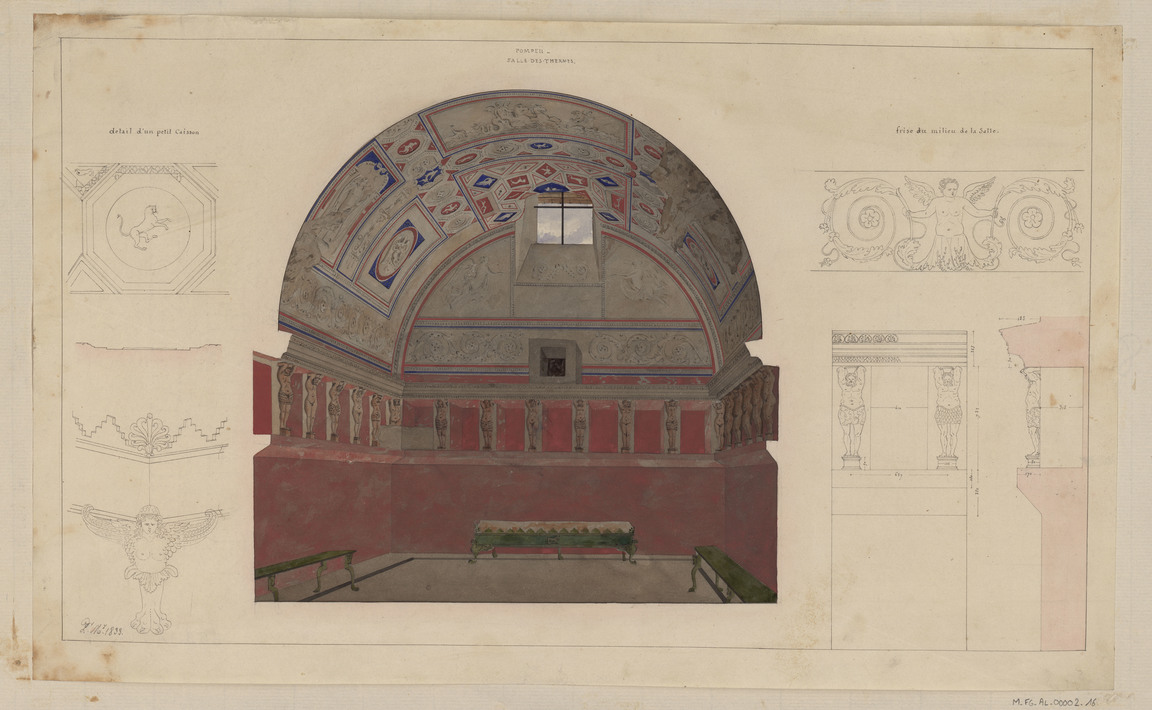
La salle des thermes de Pompéi, dessin de Prosper Morey, vers 1832-1837.
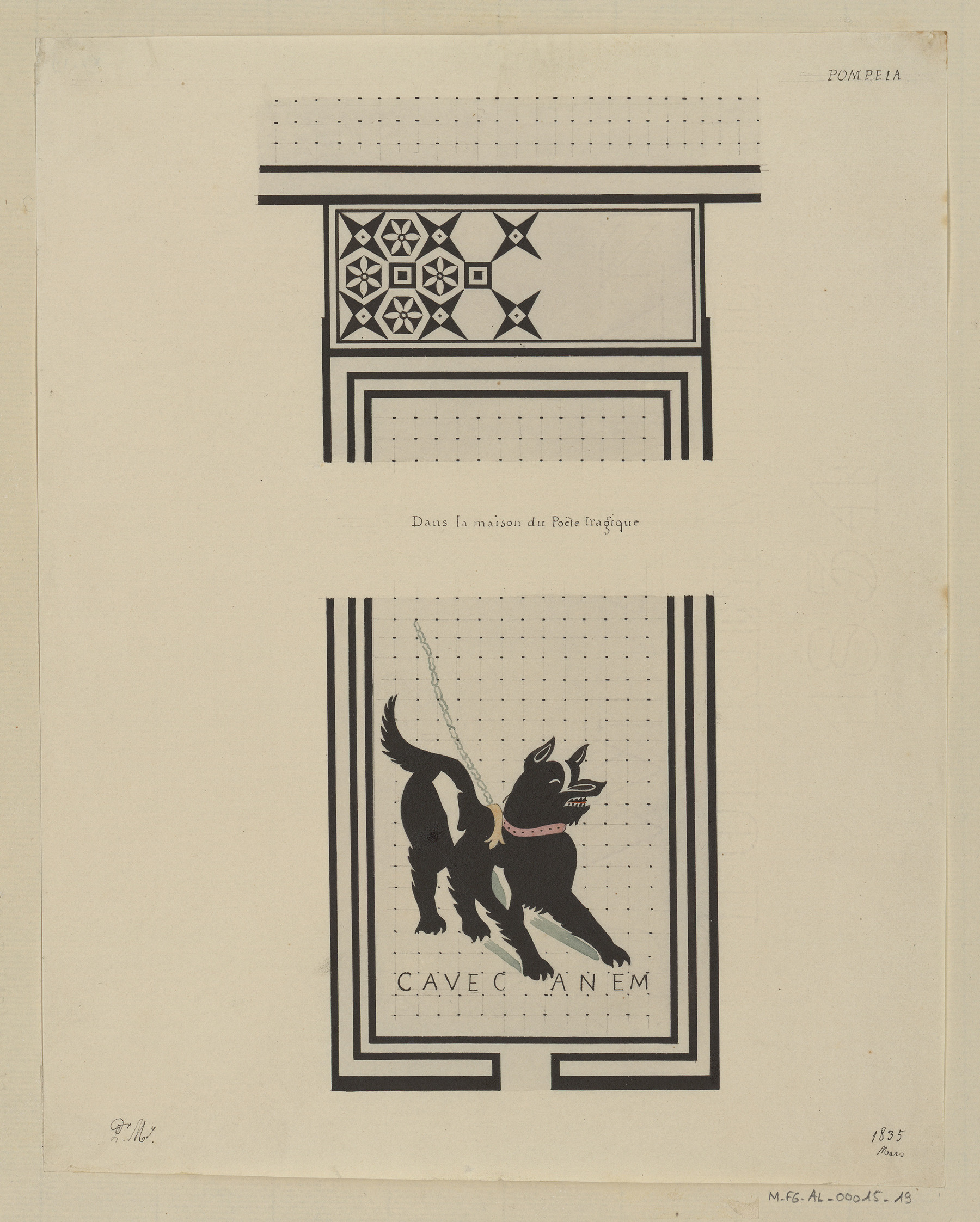
« Pompeia. Dans la maison du poète tragique, Cave Canem », dessin de Prosper Morey, 1835.

En 1834 ou en 1836, Morey se rend en Sicile en compagnie de Victor Baltard. Il y retrouve notamment Viollet-le-Duc. Palerme, et surtout la cathédrale de Messine font l'objet de toute son attention. On le voit également à Naples, à Florence, et à Venise, avec des élévations et détails d'édifices tels que le palais des Doges.

### La Méditerranée orientale
En 1838, Prosper Morey est attaché comme architecte et dessinateur à la mission archéologique conduite en Grèce et en Asie Mineure sous la direction de Désirée Raoul-Rochette. Durant les trois mois de voyage, il est chargé de dessiner les vestiges antiques d'Athènes, d'Egine, et des îles de l'archipel des Cyclades visitées par la mission, notamment Syros, Délos, Milos, Mykonos, et Santorin. Cependant, ses talents d'architecte sont également mis à contribution, puisqu'il est à l'origine de la nouvelle église des Lazaristes à Smyrne.

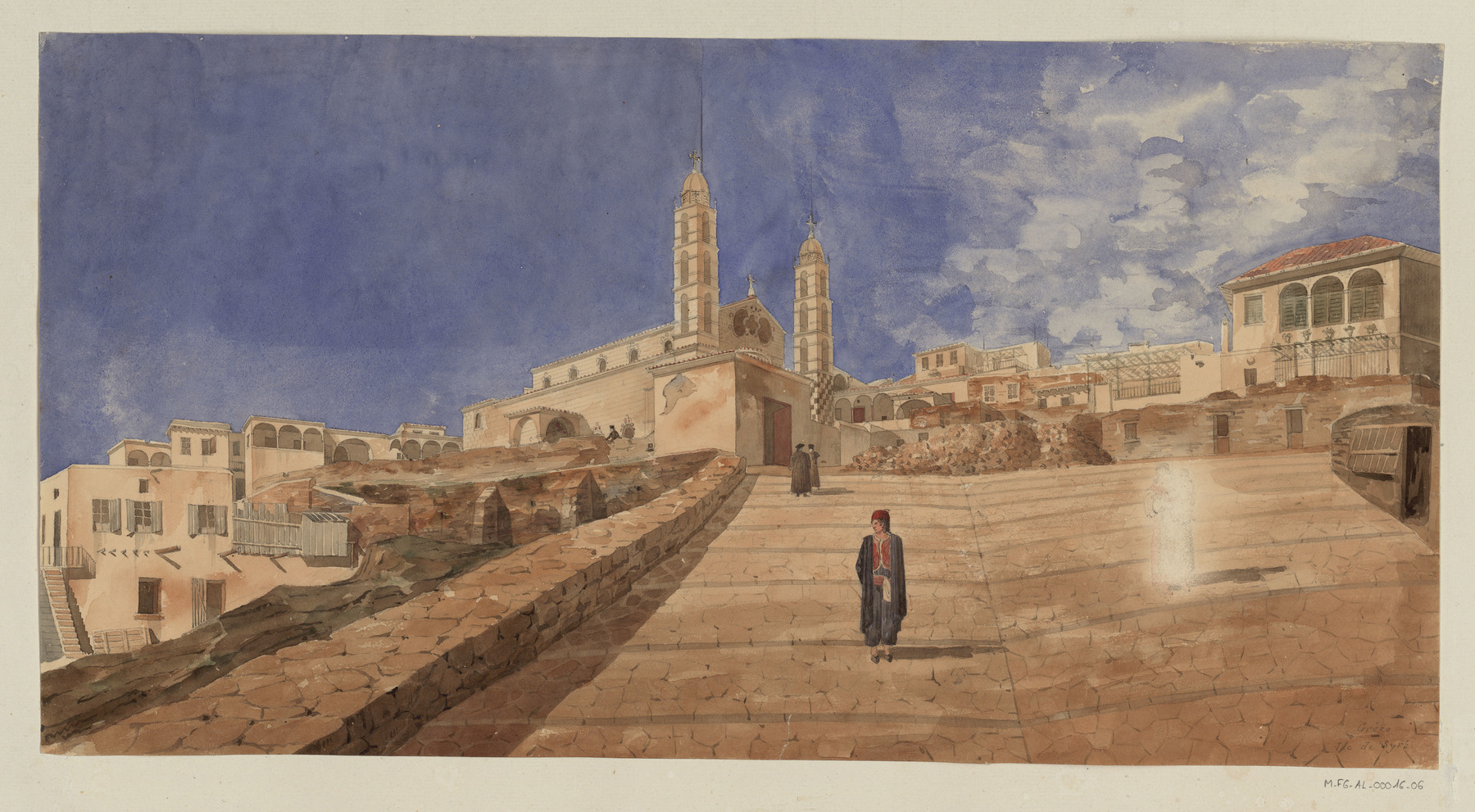
L'île de Syros, dessin de Prosper Morey, vers 1838.
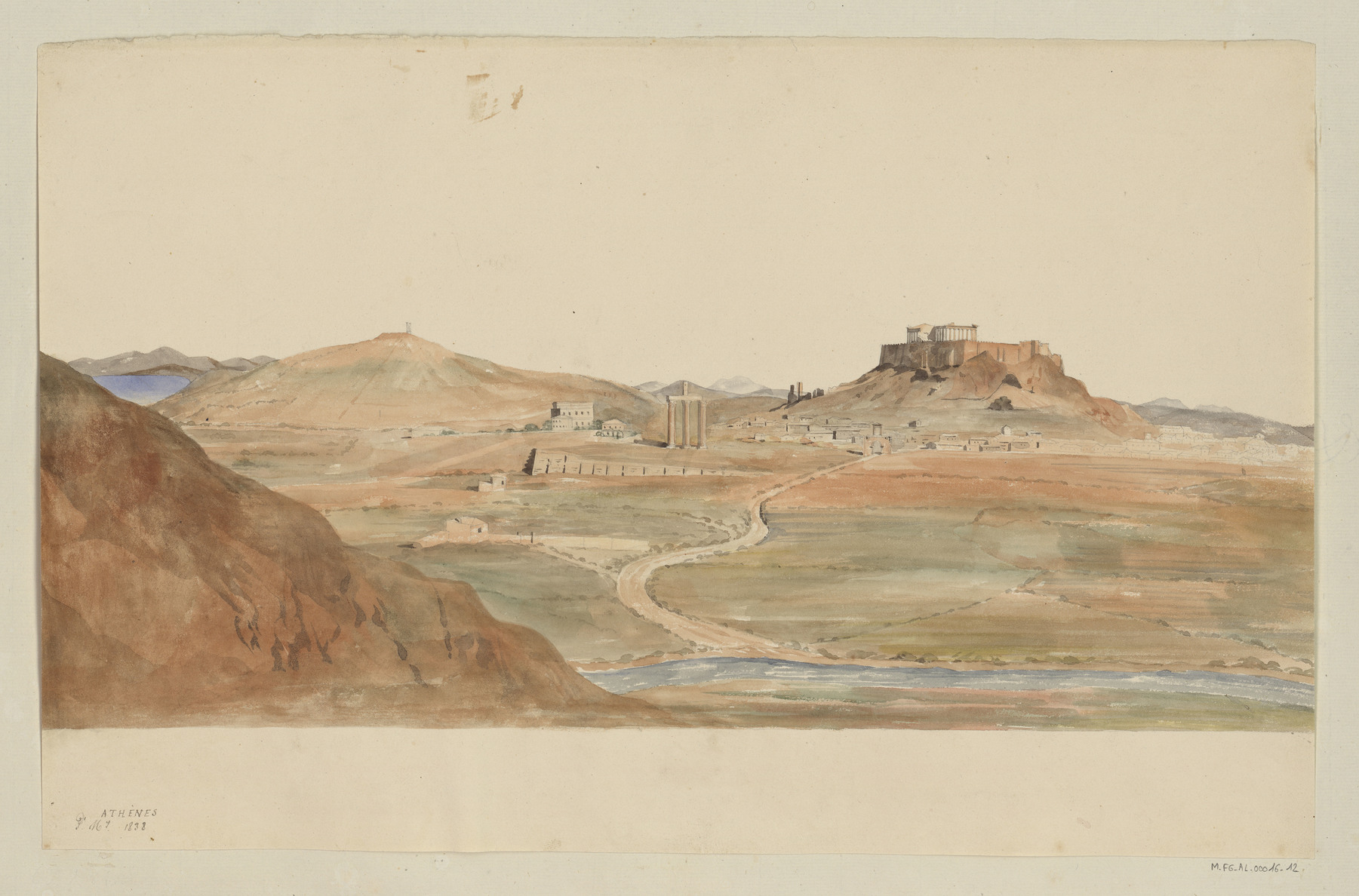
Athènes, dessin de Prosper Morey, vers 1838.
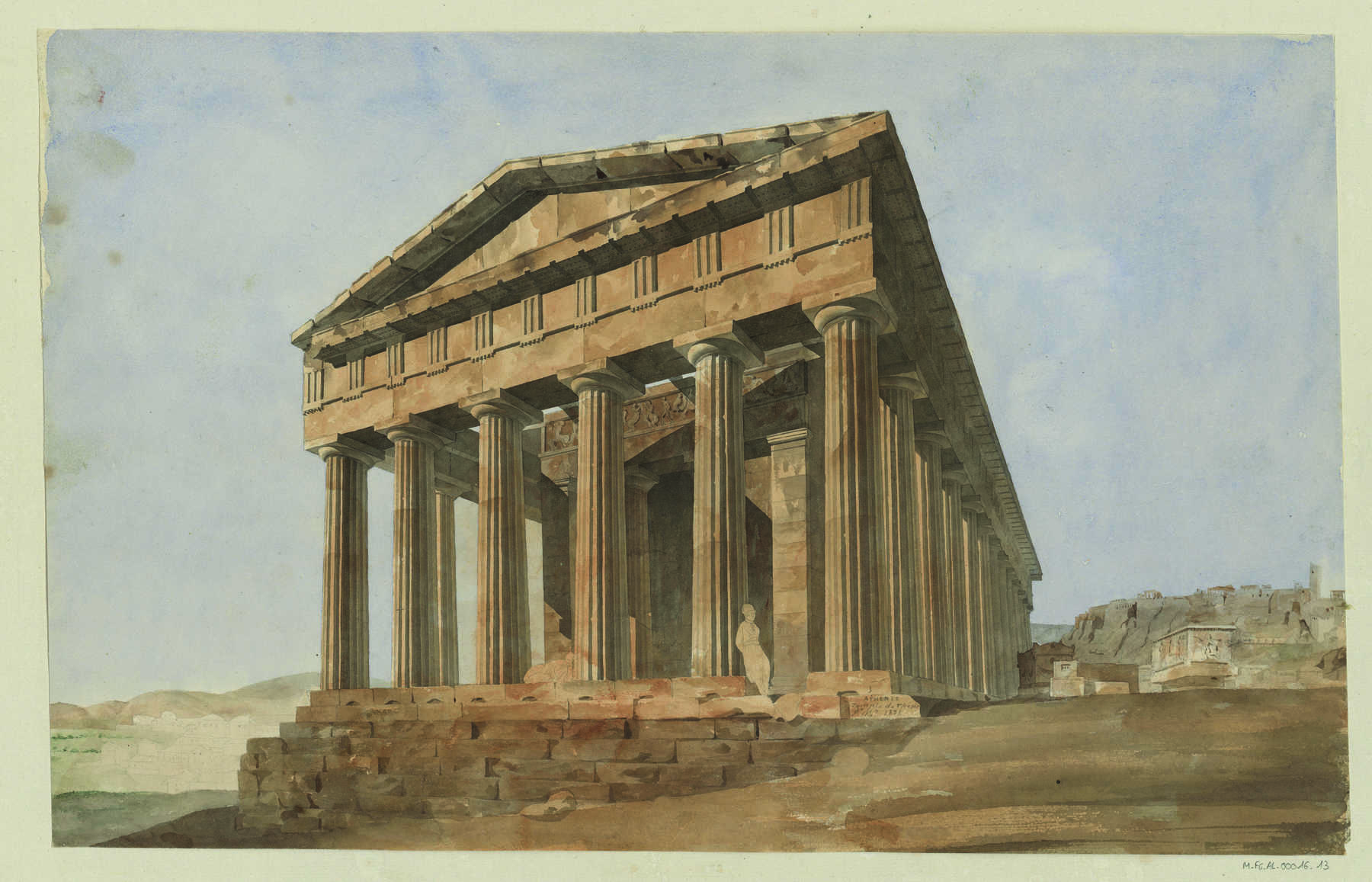
Temple de Thésée, dessin de Prosper Morey, vers 1838.
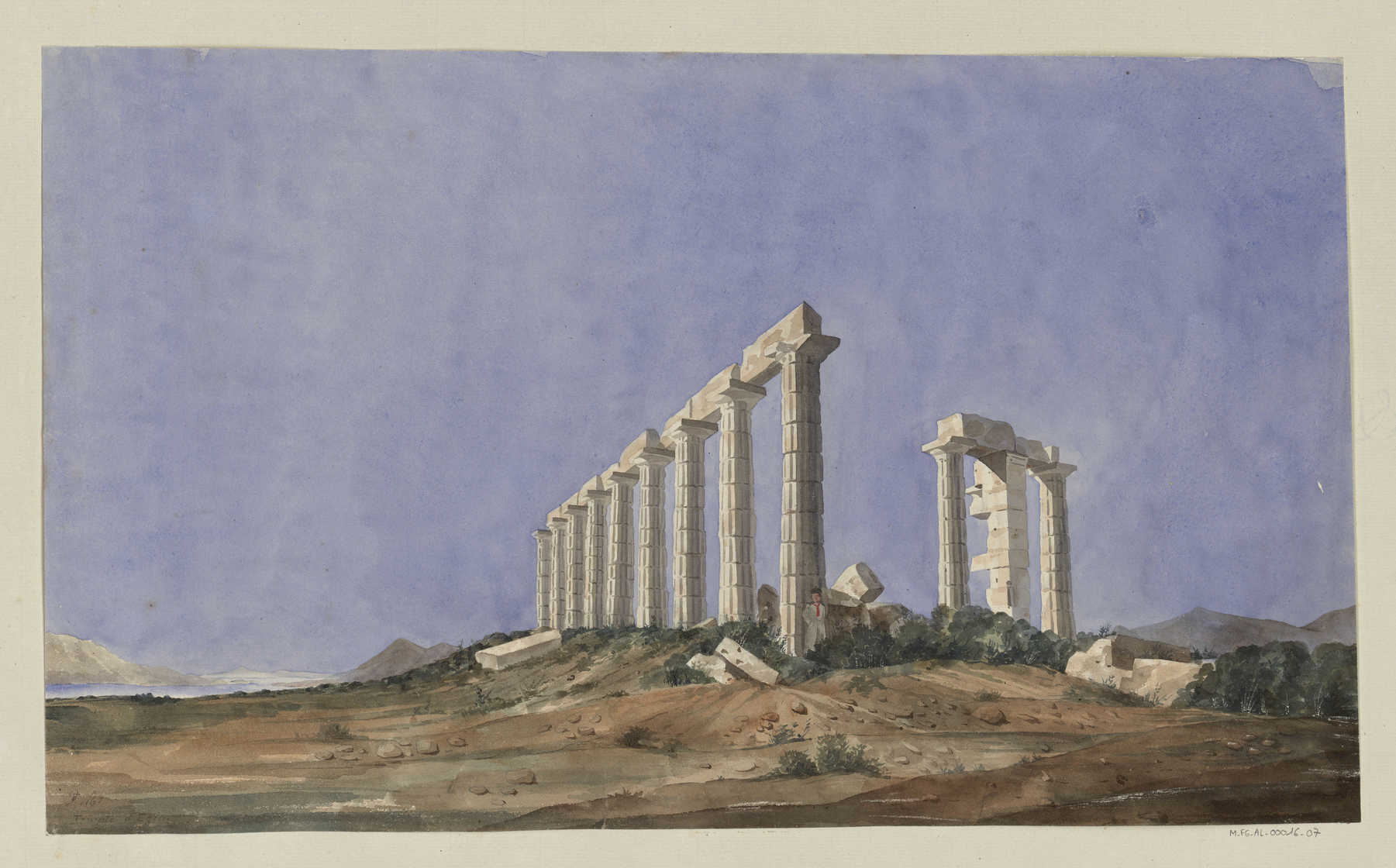
Temple d'Egine, dessin de Prosper Morey, vers 1838.

En août 1838, Morey et Raoul-Rochette se rendent en Asie Mineure, en Troade, dans le but d'obtenir de l'Empire ottoman la cession des bas-reliefs du temple d'Athéna d'Assos à la France, ainsi que de chercher les ruines de Troie. Leurs efforts semblent avoir été couronnés de succès, obtenant l'autorisation du gouverneur Mehmet Rechid Pacha de céder la propriété des bas-reliefs à la faveur du Louvre. De plus, ils auraient identifié les portes d'entrée de la cité mythique de Troie dans la vallée du Scamandre. Dans son discours de réception à l’Académie de Stanislas en 1850, publié plus tard sous le titre Recherches archéologiques dans la Troade, Morey raconte qu’un berger les aurait conduit dans la vallée du Scamandre, dans laquelle ils auraient reconnu les paysages décrits par Homère dans l'Iliade, citant notamment les distances entre les sommets des montagnes et les plaines fluviales. A leur retour de Troade, ils séjournent quelques jours à Constantinople, où Morey parcourt la ville et dessine, en particulier le tombeau de Soliman le Magnifique.
La mission archéologique dirigée par Raoul-Rouchette, s'inscrit dans la continuité d'autres missions scientifiques, notamment celle de l'Expédition de Morée (1829-1831),. En parallèle du corps militaire de l'Expédition de Morée qui soutient l'insurrection des Grecs contre l'Empire ottoman, la mission scientifique est composée de scientifiques et d'artistes qui cartographient la faune et la flore, et effectuent des fouilles archéologiques. Les publications des travaux de ces différentes missions ont abouti à la fondation de l'École française d'Athènes en 1846, à laquelle Morey semble avoir participé.

## Carrière d'architecte

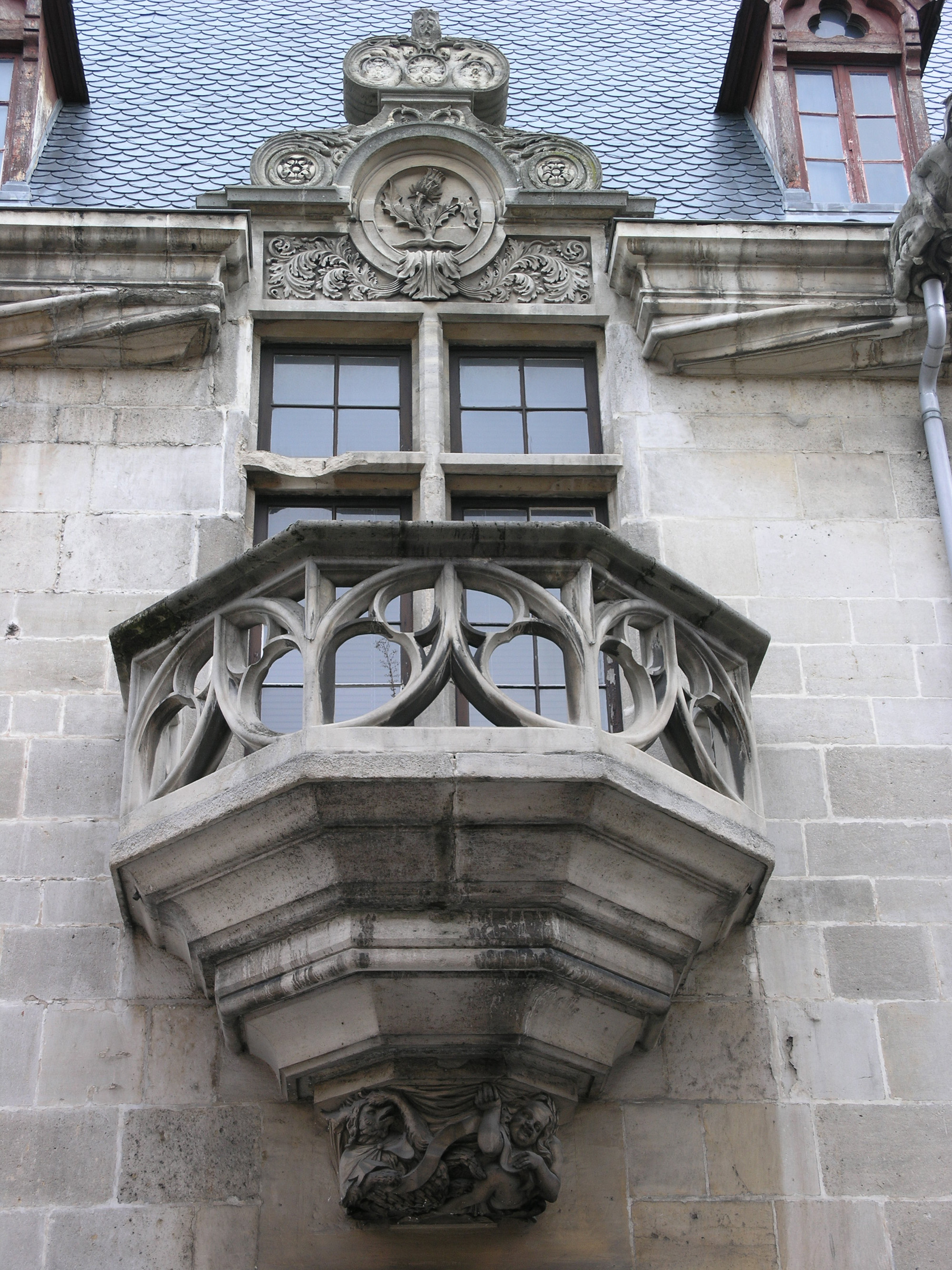
Restauration du palais des Ducs de Lorraine.

À son retour en France vers 1840, il s'installe à Paris rue Saint-Georges et se marie le 4 mai 1841 à Paris à Louise-Arsène-Eugénie Klein, petite-fille du général Klein. Le couple a une fille, Reine Mathilde, épouse Phulpin, qui est à l'origine du don de l'ensemble de la collection Morey à la ville de Nancy. Morey est nommé inspecteur des travaux publics et architecte expert auprès des tribunaux de 1840 à 1848. Il participe notamment à la restauration de l'abbaye de Saint-Omer et de la Colonne de la Grande Armée à Boulogne. Dans le cadre de son poste d'inspecteur, il surveille les travaux de construction de la Maison de Charenton et du Ministère des Affaires Étrangères. Il sollicite différents postes officiels au Ministère des Affaires étrangères, aux Tuileries, à Fontainebleau et au Louvre, sans les obtenir. À la suite de ces refus, il est finalement recruté comme architecte des manufactures royales de Beauvais. Néanmoins, il rejette cette proposition après que la ville de Nancy lui ait proposé de devenir architecte municipal.

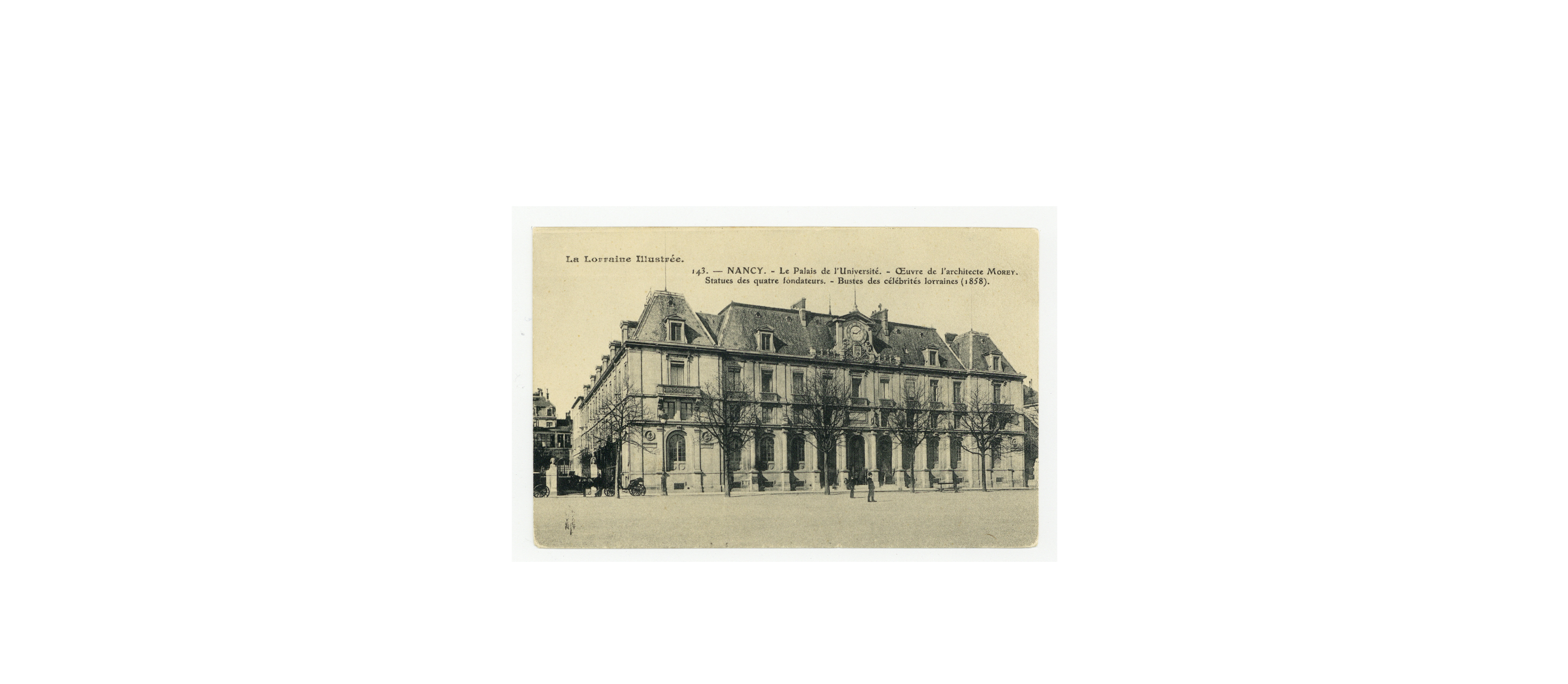
Palais de l'Université à Nancy.

C'est en 1850 qu'il retourne à Nancy, où il est bientôt nommé architecte en chef de la ville et architecte des monuments historiques du département de la Meurthe. Il réalise de nombreux bâtiments comme le palais de l'Université. Auteur de plusieurs publications sur l'histoire de l'architecture en Lorraine, il devient membre de l'Académie de Stanislas dès 1850 puis correspondant de l'Académie des beaux-arts en 1869. Considéré comme un architecte et un érudit, Prosper Morey étudie l’histoire de l’architecture nancéienne. Au sein de l’Académie de Stanislas, il écrit des articles sur l’histoire de l’art lorrain de sa nomination en 1850 à sa mort en 1884. Il porte un intérêt considérable aux grands architectes lorrains du XVIIIe siècle comme Richard Mique et Emmanuel Héré. Il publie notamment un livre sur les travaux de Germain Boffrand intitulé Recueil des œuvres inédites de Germain Boffrand. Ce recueil comprend des reproductions par calque de quelques dessins originaux de Boffrand et constitue l’un des témoins des travaux de l’architecte. Vendu aux enchères en 1920, il est acquis par le musée Lorrain. Son dernier travail d’écriture Archéologie des édifices religieux de la Lorraine, avec un exposé des églises de Nancy, par Pr. Morey, architecte, membre de l’Institut, n’a jamais été publié et le manuscrit se trouve à ce jour à la Bibliothèque municipale de Nancy.

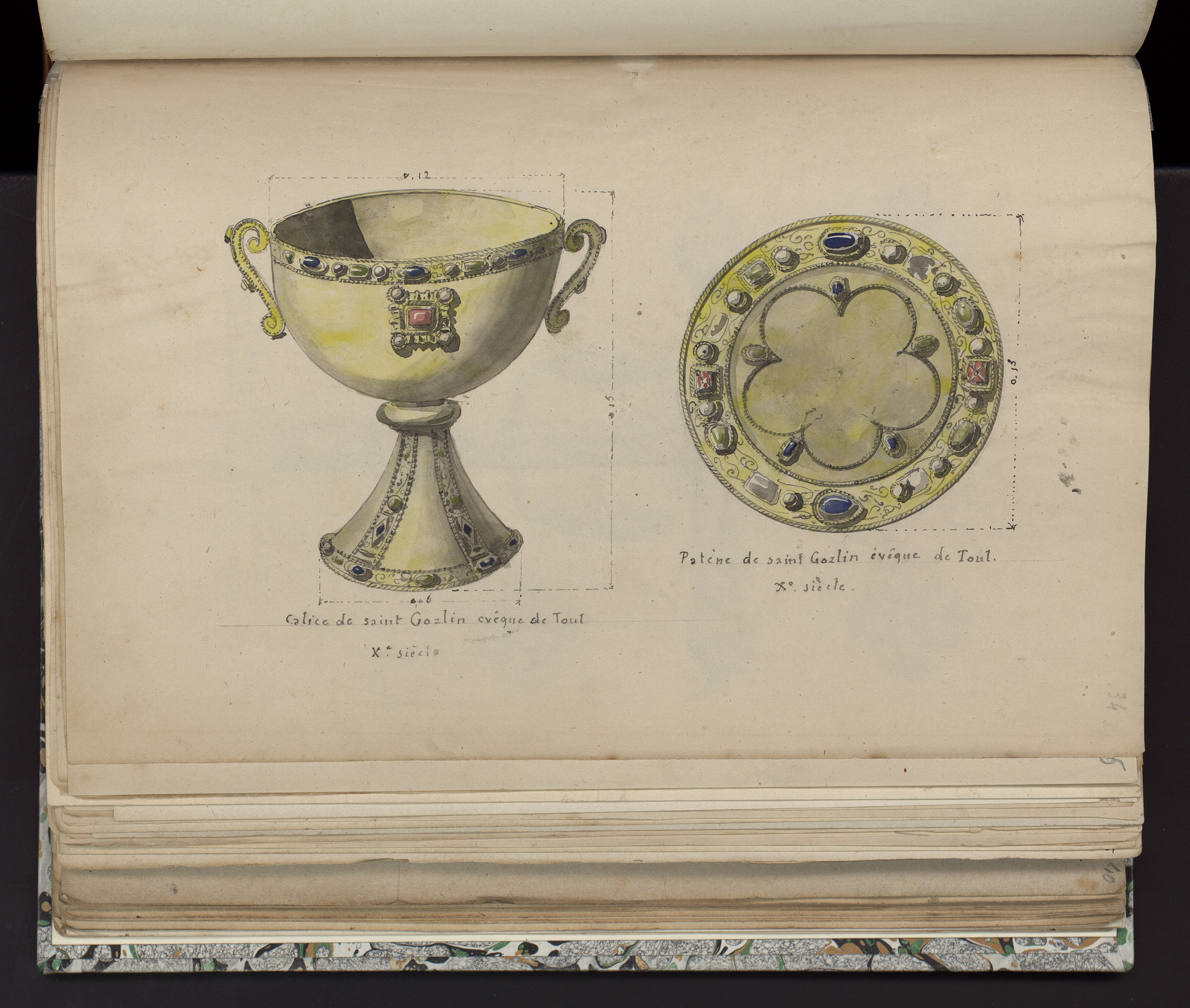
Extrait de L'archéologie des édifices religieux anciens de la Lorraine avec un exposé des églises de Nancy démolies : calice et patène de Gauzelin de Toul.

## Mort et postérité
Prosper Morey meurt le 5 juillet 1886 et est enterré au cimetière de Préville de Nancy. Dans son éloge funèbre, prononcé le 8 juillet 1886, Modeste Chassignet, membre de l’Académie de Stanislas, parle de la perte pour la société savante « d’un de ses honorés doyens ». Il laisse derrière lui une collection personnelle et des documents professionnels. Une partie de ses travaux comprenant les volumes de dessins de ses voyages en Italie et en Grèce est donnée à la Bibliothèque municipale de Nancy par sa fille. Cette donation s’élève à dix-neuf recueils contenant 790 dessins d’architecture.

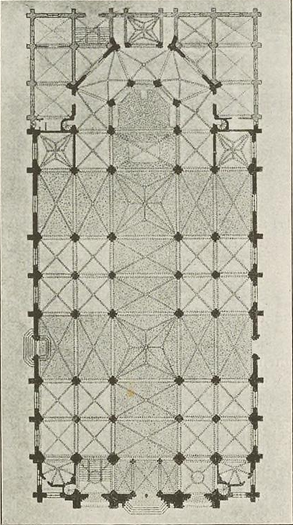
Projet de plan. Basilique de Saint-Epvre à Nancy.

Après sa mort, Prosper Morey est l'objet d'une polémique lancée par l'architecte Léopold Gigout lors de la publication par ce dernier de La vérité sur la reconstruction de la basilique de Saint-Epvre à Nancy. Revue rétrospective sur le concours et l'exécution des travaux qui a suivi en 1891. Dans ce livre, Gigout accuse Morey d'avoir exécuté des plans pour le concours de reconstruction de la basilique Saint-Epvre avant que celui-ci ne soit annoncé, et d'avoir plagié des travaux antérieurs de Jacques-Eugène Barthélémy pour le dessin de la façade. La controverse s'explique par le fait que les plans de  Léopold Gigout n'aient pas été retenus pour la basilique, bien qu'il ait remporté la médaille d'or du concours. Elle prend fin quand le fils de l'architecte Barthélémy prend la parole pour réfuter la thèse du plagiat.
S’il était très connu de son vivant, comme en témoignent les nombreux hommages rendus à son décès, il tombe peu à peu dans l’oubli aux yeux du grand public. En effet, Claire Haquet interprète ce détachement comme une conséquence du changement de goût architectural à la fin des années 1890.
Il faut attendre 1990 pour que la première exposition des dessins de Prosper Morey conservés à la Bibliothèque municipale remette l'artiste en lumière. Celle-ci est également l'occasion pour d'éminents historiens de l'art, au premier rang desquels Pierre Pinon, de se pencher sur son oeuvre romaine en tant que paragon de l'étudiant des Beaux-Arts.
Cependant, c'est en 2012 que la numérisation du fonds Morey à la Bibliothèque-Médiathèque de Nancy, accompagnée de la création d'un site Internet dédié, aujourd'hui fondu dans la bibliothèque numérique Limédia, est véritablement l'occasion de remettre Prosper Morey sur le devant de la scène. Afin de faire connaître son œuvre au plus grand nombre, une grande exposition lui est consacrée la même année, Itinéraires d'un architecte, divisée en deux parties : l'une « Un archéologue à Pompéi » à la Médiathèque Manufacture du 11 septembre au 10 novembre 2012, et l'autre « Un architecte à Nancy » à la Bibliothèque Stanislas du 11 septembre au 26 octobre 2012, avec le concours des Archives municipales de Nancy.

## Œuvres architecturales

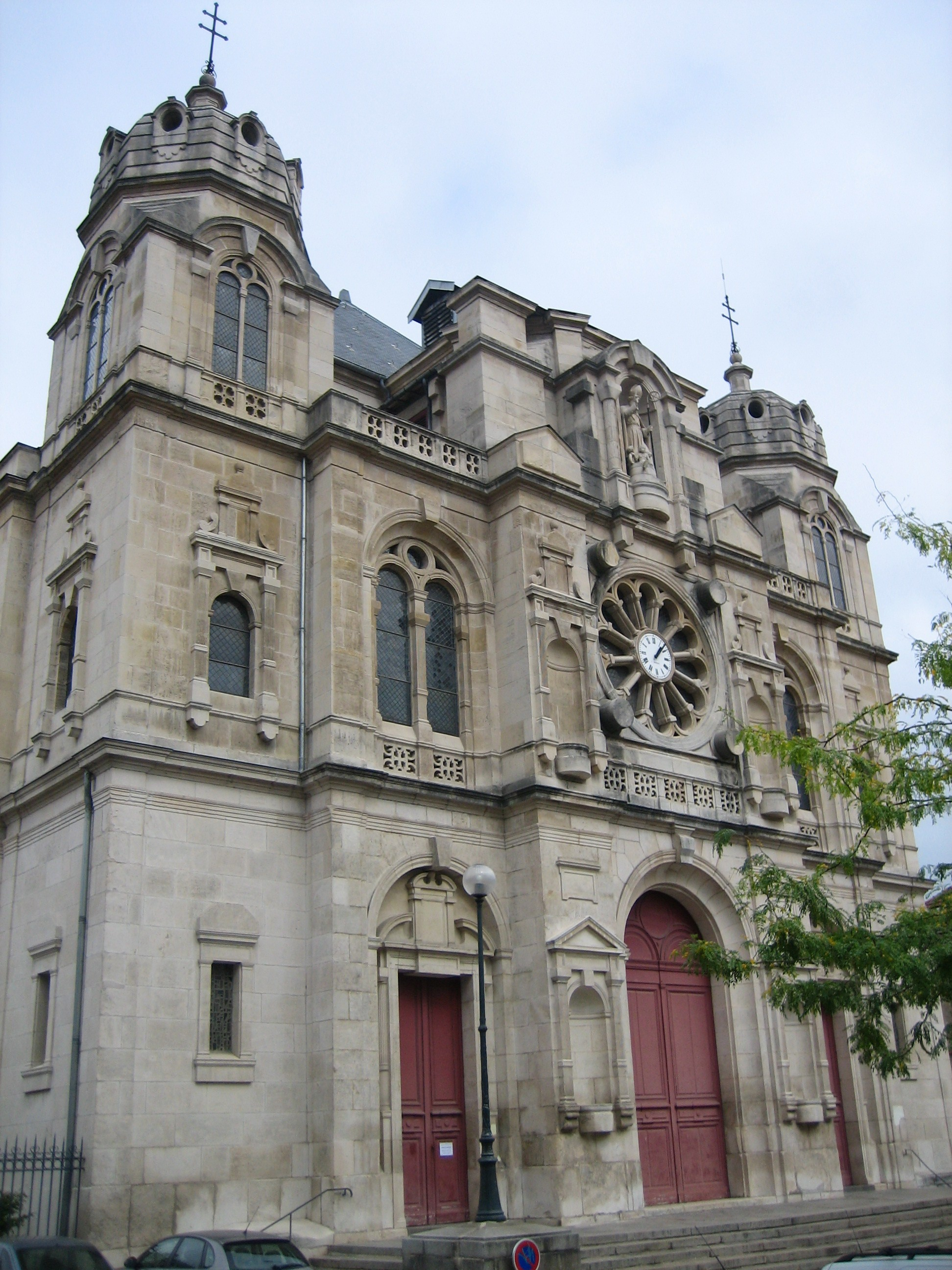
Église Saint-Nicolas de Nancy par Prosper Morey.

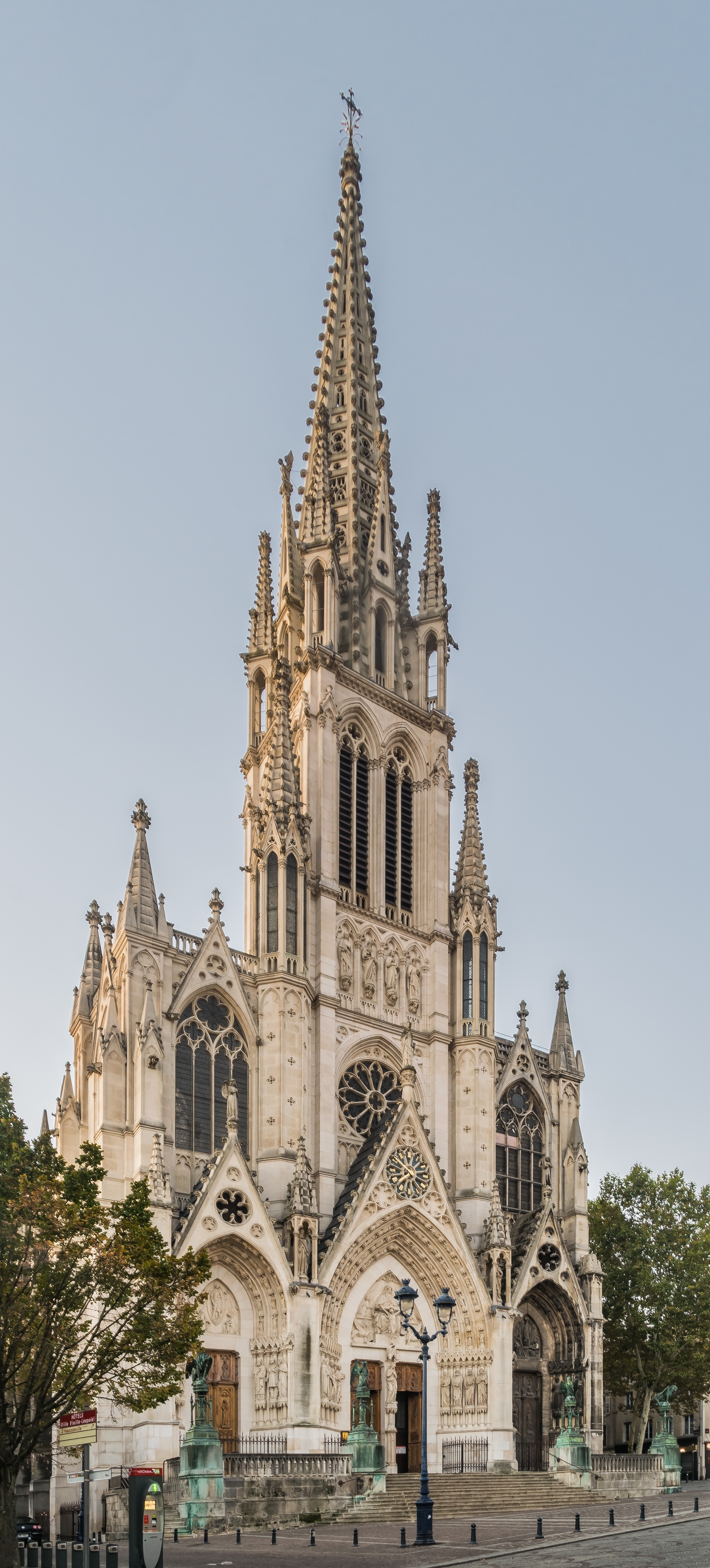
Basilique de Saint-Epvre à Nancy.

Représentant du style néo-gothique, il construit de nombreux édifices pour la ville et reste célèbre pour la reconstruction de la Basilique Saint-Epvre, où une plaque est apposée en sa mémoire, en 1916.
Les édifices qu’il a construit pour la ville de Nancy sont les suivants : 
- le marché central en 1849,
- l'église Saint-Vincent-Saint-Fiacre 1853-1855,
- le château de l'Asnée à Villers-lès-Nancy[53],
- le palais de l'Université de 1858 à 1870,
- l'extension de l'hôtel de ville en 1862,
- la basilique Saint-Epvre de 1863 à 1875,
- la maison du gardien du parc de la Pépinière (1867 - détruite par un incendie criminel),
- l'ancienne École de peinture et de dessins (désormais aile Nord du Musée Lorrain) 1871,
- le kiosque à musique du parc de la Pépinière (1874),
- l'église Saint-Nicolas de Nancy 1874-1883,
- l'extension du Lycée Henri-Poincaré, Nancy, 1877,
- la façade monumentale de la place Vaudémont avec statues d'Eugène Laurent,
- l'hôpital central en 1883.

Il est également sollicité pour des édifices hors de Nancy :
- le château Charlot-Lung à Moussey (1852-1861)
- la reconstruction (1866-1869) de l'abbatiale de Senones détruite en 1809 par un incendie.
- l'hôpital-hospice de Senones.

En tant qu'architecte des monuments historiques, il contribue à de nombreuses restaurations telles :
- le palais des Ducs de Lorraine,
- le château d'Haroué.

Prosper Morey pratique la lithographie et le dessin : Alexandre Falguière exécute en 1869 le monument funéraire de Dom Calmet pour l'église abbatiale de Senones d'après ses dessins.

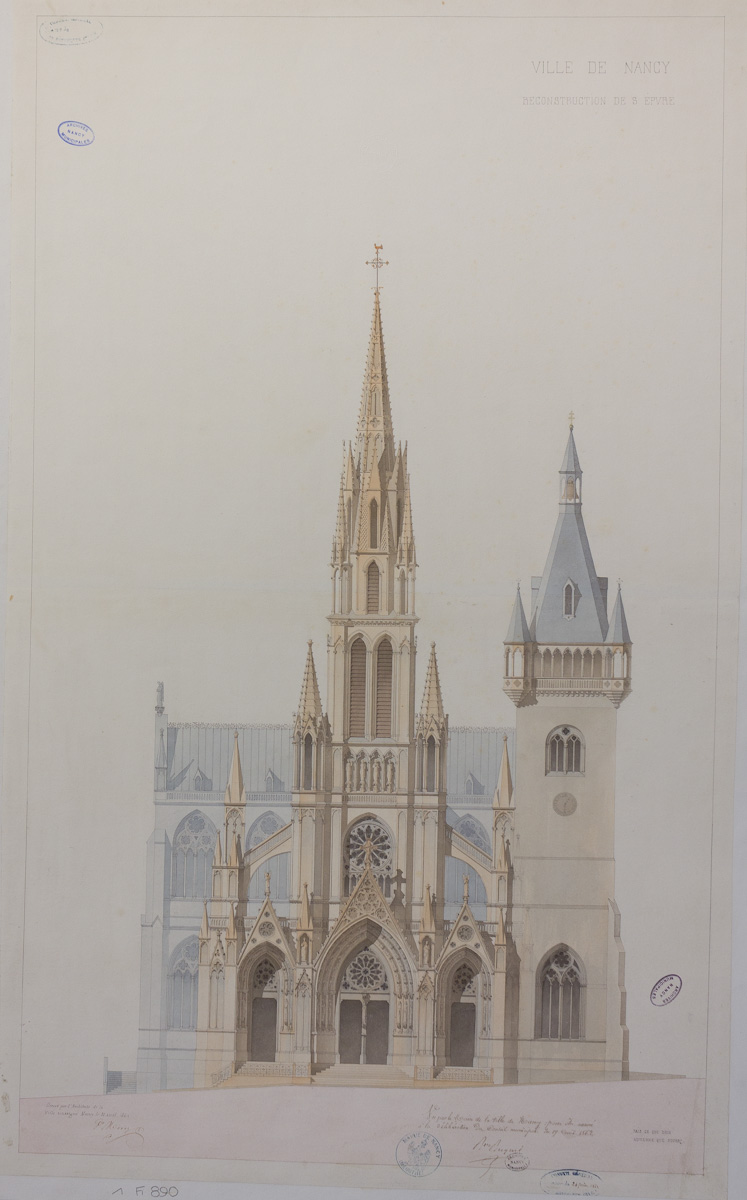
Projet initial pour Saint-Epvre (avec ancien clocher).
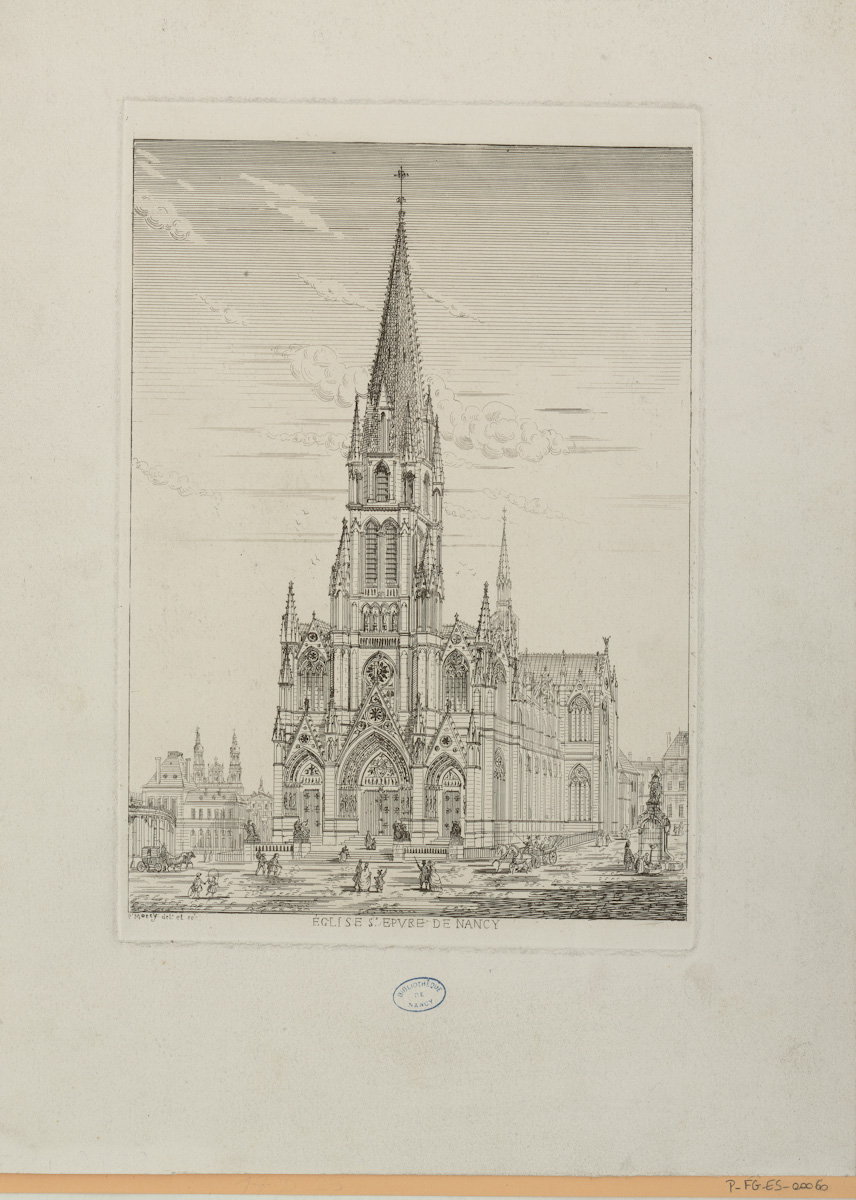
Église Saint-Epvre de Nancy.
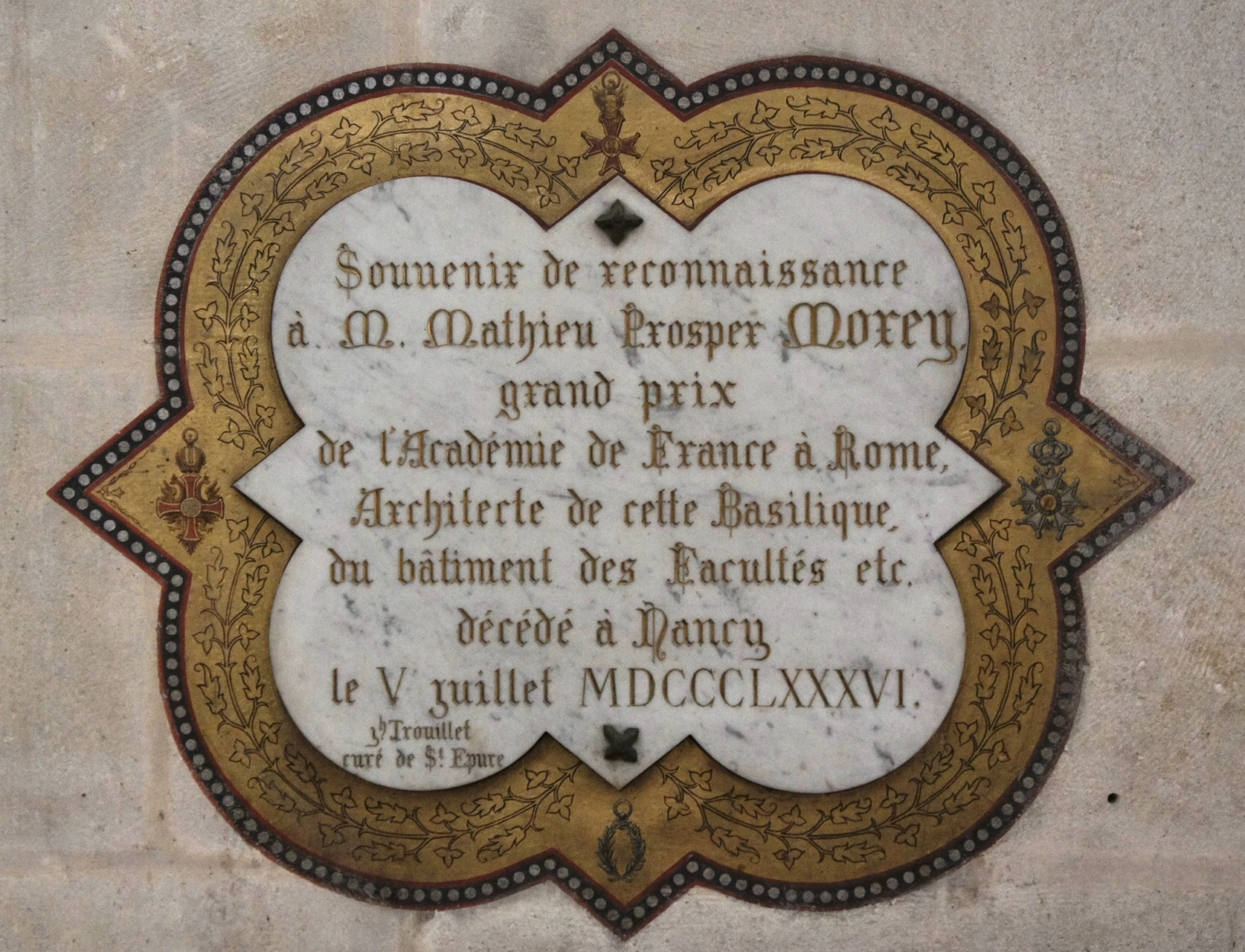
Dédicace à Morey.
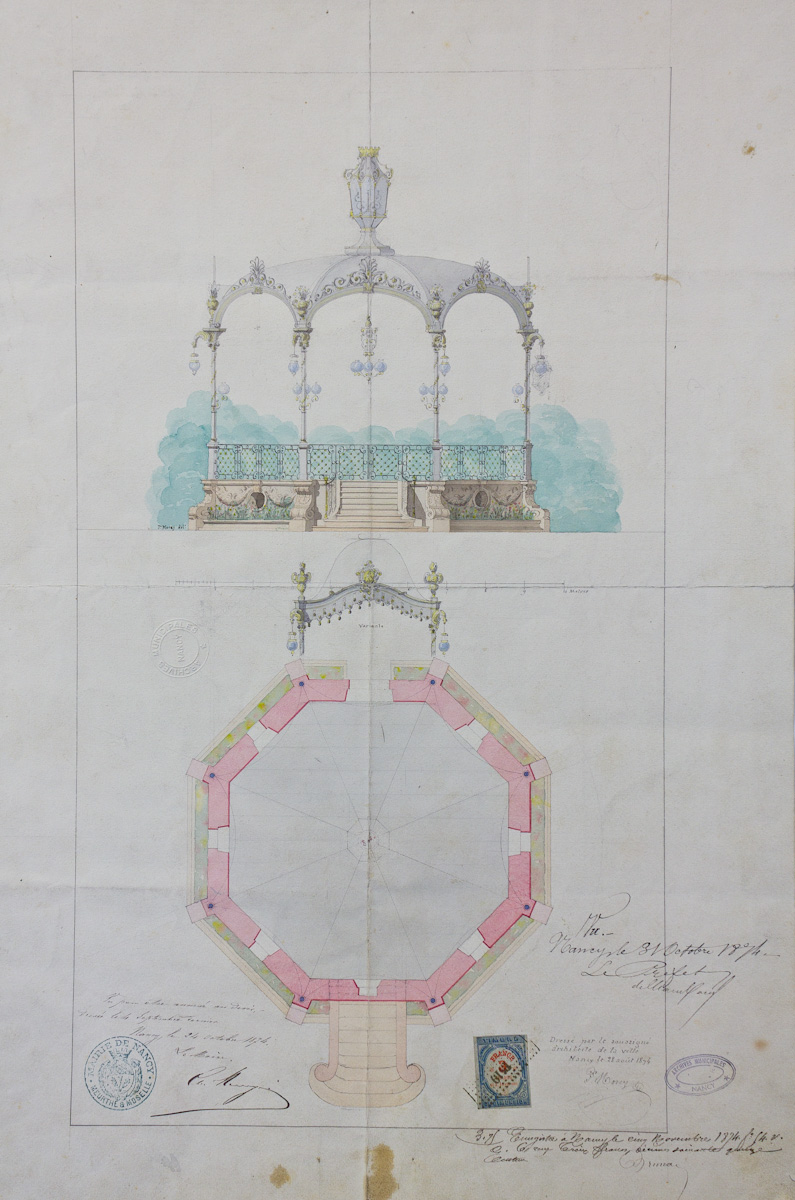
Projet de kiosque à musique pour le parc de la Pépinière.

## Œuvres écrites
Parmi les écrits de Mathieu-Prosper Morey, il est notamment possible de citer les suivants :
- Manuscrit numérisé des Bibliothèques de Nancy, Ms. 1810 : Morey, Prosper (1805-1886), L'archéologie des édifices religieux anciens de la Lorraine avec un exposé des églises de Nancy démolies, 1846/1886 (lire en ligne) ;
- Henri Roux et Prosper Morey, Charpente de la cathédrale de Messine dessinée par M. Morey, architecte, gravée et lithographiée par H. Roux aîné, Paris, Firmin Didot frères, 1841 ;
- Prosper Morey, Recherches archéologiques dans la Troade : ou fragment d'un voyage fait dans le cours de l'année 1838, Nancy, Grimblot et Vve Raybois, 1854, 19 p. (lire en ligne) ;
- Prosper Morey, Notice sur la vie et les oeuvres d'Emmanuel Heré de Corny, premier architecte de S.M. Stanislas, roi de Pologne, duc de Lorraine et de Bar, Mémoire de l'Académie de Stanislas, Nancy, Ve Raybois, 1863 ;
- Prosper Morey, Notice sur la vie et les oeuvres de Germain Boffrand. Premier architecte de Léopold duc de Lorraine et de Bar, Mémoire de l'Académie de Stanislas, Nancy, Ve Raybois, 1866 ;
- Prosper Morey, Notice sur la vie et les oeuvres du R. P. François Derand, architecte lorrain, Mémoire de l'Académie de Stanislas, Nancy, Ve Raybois, 1867 ;
- Prosper Morey, Richard Mique, architecte de Stanislas, roi de Pologne, et de la reine Marie-Antoinette, Mémoire de l'Académie de Stanislas, Nancy, Ve Raybois, 1868 ;
- Prosper Morey, Les artistes lorrains à l'étranger, Nancy, Berger-Levrault, 1883.

## Fonctions et honneurs
Au cours de sa longue et riche carrière, Prosper Morey s'est vu attribuer un certain nombre de distinctions, dont voici la liste :
- Premier grand prix d'architecture en 1831 ;
- Membre correspondant de l'Institut archéologique de Rome en 1838 ;
- Membre fondateur de la Société centrale des architectes en 1840 ;
- Membre titulaire de l'Académie Stanislas en 1850 ;
- Honorary Corresponding Member du R.I.B.A. en 1855 ;
- Chevalier de la Légion d'honneur en 1860[55] ;
- Membre de la Fondation Taylor en 1863 ;
- Chevalier de l'ordre de François-Joseph en 1867[55] ;
- Membre correspondant de l'Institut de France en 1869 ;
- Chevalier de l'ordre de Saint-Grégoire-le-Grand en 1870[55] ;
- Palmes d'officier d'Académie en 1872.

À Nancy, une rue proche de la gare, la rue Morey, porte son nom depuis 1889.